# Liella!
『Liella!』（リエラ）は、メディアミックス作品群『ラブライブ!スーパースター!!』に登場する架空の11人組女性スクールアイドルグループ、およびそのキャラクターの声を演じる声優達による実在の11人組女性声優ユニットの名称である。現実世界における所属事務所はバンダイナムコミュージックライブ、所属レーベルはランティス。公式ファンクラブは「Liella! CLUB」。
本記事では必要に応じて、「〇期メンバー」または「〇期生」を使用する。1期メンバー、2期メンバー、3期メンバーはそれぞれ以下の通りである。
- 1期メンバー：澁谷かのん（伊達さゆり）、唐可可（Liyuu）、嵐千砂都（岬なこ）、平安名すみれ（ペイトン尚未）、葉月恋（青山なぎさ）
- 2期メンバー：桜小路きな子（鈴原希実）、米女メイ（薮島朱音）、若菜四季（大熊和奏）、鬼塚夏美（絵森彩）
- 3期メンバー：ウィーン・マルガレーテ（結那）、鬼塚冬毬（坂倉花）

## 概要
オールメディアプロジェクト『ラブライブ!シリーズ』の第4作『ラブライブ!スーパースター!!』の主人公グループ「Liella!」のメンバーを演じる声優陣による声優ユニット。メンバーの一部は一般公募オーディションで選ばれている。
ユニット名の由来は学校名の結ヶ丘から「結ぶ・繋ぐ」という意味のある「lier（リエ）」と、「内面的な輝き」という意味の「brillante（ブリランテ）」を組み合わせた造語である。このグループ名には、まだ小さな星でも、それぞれが内に秘めた輝き、星を繋いで結んでいくことで、きっといつかスーパースターになれる、という想いが込められている。
声優ユニットとしては地上波テレビ番組への出演が多く、音楽番組だけでなくバラエティー番組、情報番組にも出演している。

## 略歴

### Liella!の誕生
2020年1月19日、イベント『LoveLive! Series 9th Anniversary ラブライブ!フェス』の終演後、本プロジェクトが新プロジェクトとしてタイトル非公開で発表された。同年3月13日にティザービジュアル、5月15日にメインキャラクター5人の名前とビジュアルが公開された。『LoveLive! Days ラブライブ！総合マガジン Vol.08』にてタイトルが「ラブライブ!スーパースター!!」であることが明かされ、登場する主要キャラクターが結成するアイドルグループ名の公募を開始した。同誌Vol.09にて、ファン投票により、とらが考案したグループ名、「Liella!（リエラ）」に決定した。
本プロジェクトでは、シリーズ初の試みとしてメインキャストの一般公募オーディションを開催。2020年12月14日に1期キャスト5人が発表された。オーディション合格者は澁谷かのん役の伊達さゆりと、葉月恋役の青山なぎさ。当初の予定の合格者1名から2名に変更された。この一般公募オーディションでは後に桜小路きな子役となる鈴原希実も参加しており、Liella!のメンバーに内定、最終的な合格者は3名となったが、鈴原はこの時点では出演していない（詳細下述）。
2021年1月30日に、Liella!のキャスト5人による初の生放送「ラブライブ！スーパースター!! Liella!生放送 ～結ヶ丘女子 開校準備会～」が配信された。番組内でキャスト達も初見となる「始まりは君の空」の試聴動画MVを初披露した。
2021年2月16日より、YouTubeのラブライブ!シリーズ公式チャンネルにて、Liella!のキャスト5人によるWebラジオ番組の配信が開始した。
2021年4月7日に、デビューシングル「始まりは君の空」が発売。「みんなで叶える物語盤」と「私を叶える物語盤」の2種が、アニメーションMV付きで発売された。発売を記念し、同日にキャスト5人による1対1のオンライントーク会とネットサイン会が開催された。同年5月6日には、リリース記念イベントを開催、同時に生配信も行われた。この際、Liella!のメンバーに内定していた鈴原が関係者として観覧しており、鈴原が唯一の観客でもあった。
2021年6月21日、メンバーの1人である岬なこ（嵐千砂都役）が新型コロナウイルスのPCR検査で陽性判定を受けたことを公表した。また、ほかの4名は陰性であったが、濃厚接触者に該当する可能性があるということで、プロジェクトラブライブ！、各所属事務所、保健所と協議の結果、同年7月5日まで活動を停止した。7月6日、隔離期間終了により活動再開。
同年7月から10月まで『スーパースター!!』のテレビアニメ第1期が放送され、作中で使用される楽曲をリリース。
2021年8月13日に行われた『ラブライブ！スーパースター!! 結ヶ丘のみんなで振り返り上映会☆』が、実質上有観客の状態で初めてLiella!のキャスト5人が登壇したイベントになった。
2021年10月24日に行われた『ラブライブ！スーパースター!! 結ヶ丘のみんなで振り返り上映会☆③』にてLiella！メンバーが登壇したキャストトークの場面でTVアニメ『ラブライブ！スーパースター!!』の2期制作が発表された。
2021年10月30日に『ラブライブ！スーパースター!! Liella! First LoveLive! Tour ～Starlines～』群馬公演に於いて、約3時間に亘って有観客による初めての楽曲パフォーマンスが行われた。
2021年11月25日の『ラブライブ！スーパースター!! Liella! First LoveLive! Tour ～Starlines～』東京公演では『ラブライブ！スーパースター!! Liella! First LoveLive! Tour ～Starlines～』の追加公演が2022年1月15日・16日に開催されることと、翌26日には1stアルバム『What a Wonderful Dream!!』の発売と『ラブライブ！スーパースター!! Liella! 2nd LoveLive! ～What a Wonderful Dream!!～』の開催が発表された。
2022年3月13日に行われた『ラブライブ！スーパースター!! Liella! 2nd LoveLive! ～What a Wonderful Dream!!～』横浜公演Day2で追加公演の『ラブライブ！スーパースター!! Liella! 2nd LoveLive! ～What a Wonderful Dream!!～ with Yuigaoka Girls Band』が6月4日・5日に大阪城ホールにて開催されることと、TVアニメ2期が2022年7月からNHK Eテレで放送されることも同時に発表された。
2022年4月3日に行われた『ラブライブ！スーパースター!! Liella! 2nd LoveLive! ～What a Wonderful Dream!!～』名古屋公演Day2で5月27日・28日にラブライブ！シリーズでは初となるアコースティックライブ『MTV Unplugged Presents: LoveLive! Superstar!! Liella!』とラブライブ！スーパースター!!初のライブ＆ファンミーティングツアーが6月に3都市11公演での開催が発表された。
2022年5月4日にNHK-FMで生放送された『今日は一日“ラブライブ！”三昧3』ではシリーズのキャストをゲストに迎え、1期メンバー5人によるMCで番組が進行した。

### 2期生の加入
2022年4月28日発売の『LoveLive! Days ラブライブ！総合マガジン Vol.27』にて、予告なしに2期生（以下、2期メンバー）として、桜小路きな子（鈴原希実）、米女メイ（薮島朱音）、若菜四季（大熊和奏）、鬼塚夏美（絵森彩）の4人が新たに加入することと、1期メンバー5人が2年生に進級することがそれぞれ発表された。ラブライブ!シリーズの声優ユニットにおける追加メンバー加入は、虹ヶ咲学園スクールアイドル同好会の内田秀（ミア・テイラー役）・法元明菜（鐘嵐珠役）以来となり、先輩にあたるμ'sとAqours同様の9人組となった。5月12日発売の『LoveLive! Days Liella! SPECIAL Vol.02』と同日の公式ツイッターで2期メンバー4人のキャストが発表された。
2022年6月8日、2期メンバー4人も含めた9人で初めての生放送を行い、この際、鈴原が一般公募オーディションを受けていたことを公表。オーディション時の映像が流された。
6月には、東京、大阪、名古屋で開催されるイベント「ラブライブ！スーパースター!! Liella! LIVE & FAN Meeting Tour ～Welcome to Yuigaoka!!～」に、2期生はトークパートのみとなっていたが、ライプパートの最終曲「トゥ トゥ トゥ！」にコーラスで参加した。
同年7月から10月まで『スーパースター!!』のテレビアニメ第2期が放送され、作中で使用される楽曲をリリース。テレビアニメ本編では、ウィーン・マルガレーテ（結那）がLiella!の加入に先駆けて登場し、強力なライバルとしてLiella!の前に立ちはだかった。
2022年7月31日配信の生放送で3rdライブ「ラブライブ！スーパースター!! Liella! 3rd LoveLive! Tour ～WE WILL!!～」が2022年12月から全国7都市14公演の開催が決定、最終公演はLiella!初のドーム公演になることが発表された。
2022年9月21日にテレビアニメ2期OP＆EDリリース記念イベントが行われ、9人が揃って初のパフォーマンスとなった。
2022年10月9日のテレビアニメ2期最終回放送終了後に行われた生配信放送でテレビアニメ3期の制作が決定したことを発表した。それに伴いテレビアニメ3期生1名の一般公募オーディションの開催も発表された。この発表を以て、μ'sとAqoursを上回る10人組以上となることが確定、選ばれた3期生1名が後述する鬼塚冬毯役を演じることとなった。
2022年11月5日に放送されたフジテレビの『芸能人が本気で考えた!ドッキリGP』に出演し、翌6日には、日本テレビの『歌のシン・トップテン』（サンバリュ枠）で、菊池桃子の「雪にかいたLOVE LETTER」を披露した。
同年12月21日、2ndアルバム『Second Sparkle』の発売が発表された。
2023年1月14日に行われた「ラブライブ！スーパースター!! Liella! 3rd LoveLive! Tour ～WE WILL!!～」札幌公演の終演後、3月4日、5日にベルーナドームで開催される最終公演でLiella!としては初めて声出し応援ができることが発表された。
2023年2月12日「オダイバ!!超次元音楽祭－ヨコハマからハッピーバレンタインフェス2023－」の2日目に出演。1月27日付で国のコロナ対策が緩和されたことを受け、コロナ禍に結成したLiella!は、これが初めての声出し可能ライブへの出演となった。
2023年3月4日・5日に西武ドーム（ベルーナドーム）で行われた「ラブライブ！スーパースター!! Liella! 3rd LoveLive! Tour ～WE WILL!!～」埼玉公演ではLiella!初のドーム公演、単独ライブとしては初となる観客の声出し解禁ライブとなり、同公演ではこれもまたLiella!初となるダブルアンコールも行われた。
5月27日、『BUSHIROAD ROCK FESTIVAL 2023』に出演。BanG Dream!からMorfonicaとのコラボで「WE WILL!!」を歌唱した。

### 3期生の加入
2023年3月5日に行われた「ラブライブ！スーパースター!! Liella! 3rd LoveLive! Tour ～WE WILL!!～」 の千秋楽、埼玉公演2日目終演後にVTRで『MTV Unplugged Presents: LoveLive! Superstar!! Liella!』のBlu-rayが6月28日に発売されること、4月28日発売の「LoveLive! Days 6月号」で3期生のメンバーを発表することと、4月1日から公式ファンクラブ「Liella! CLUB」を開設することが発表され、同日事前登録の受付が開始された。
4月28日、『LoveLive! Days ラブライブ！総合マガジン 2023年6月号』にて3期生が発表され、テレビアニメ第2期でLiella!の強力なライバルとして立ちはだかっていたウィーン・マルガレーテ（結那）と、鬼塚夏美の妹である鬼塚冬毬（坂倉花）の2人が加入、11人組となった。それと同時に、ミニユニット3組が設定され、「ラブライブ！スーパースター!! Liella! 4th LoveLive! Tour ～brand new Sparkle～」が2023年8月から全国3都市6公演の開催が決定した。
6月11日、11人が揃って初めてとなる生放送が行われ、3期生が初めて登場した。
7月22日と23日に行われた「BiliBili World 2023」で、Liyuuの地元である上海市で初めて公演を行った。
9月10日に行われた「ラブライブ！スーパースター!! Liella! 4th LoveLive! Tour ～brand new Sparkle～」 の千秋楽、東京公演2日目終演後に、5thライブが2024年1～2月に開催されること、テレビアニメ3期の放映が2024年であることが発表された。
2024年1月10日、後述の5thライブのテーマソング「シェキラ☆☆☆」が発売され、1月22日付のオリコン週間シングルチャートで自身初となる1位を獲得。シリーズ全体ではAqoursの「僕らの走ってきた道は…/Next SPARKLING!!」以来、5年ぶり2作目の快挙となった。
1月20日・21日（北九州公演）、2月10日・11日（東京公演）に、「ラブライブ！スーパースター!! Liella! 5th LoveLive! ～Twinkle Triangle～」を開催。
5thライブの合間となる1月28日に行われた「リスアニ！LIVE2024」（2日目）に出演、シリーズでは2014年のμ's以来10年ぶりとなる日本武道館でのライブ・パフォーマンスとなった。
5月から8月にかけて、「ラブライブ！スーパースター!!Liella! ユニットライブ＆ファンミーティングツアー 心・技・体！極上大冒険!!」を開催。
同年10月から12月まで『スーパースター!!』のテレビアニメ第3期が放送され、作中で使用される楽曲をリリース。
2025年3月から「ラブライブ！スーパースター!! Liella! 6th LoveLive! Tour ～Let's be ONE～」を開催。4月開催の宮城公演では、1期生のみが出演するリバイバルライブ「ラブライブ！スーパースター!! Liella! First Generation LoveLive! ～Wonderful Starlines～」の開催決定が発表された。
同年4月3日から5月1日まで、ラブライブ！シリーズ初の地上波冠番組「Liella!のちゅーとりえら!!」が放送された。
6月10日、鬼塚冬毬役の坂倉花がクレジットカード問題により活動休止を発表した。この影響で、「ラブライブ！スーパースター!! Liella! 6th LoveLive! Tour ～Let's be ONE～」の千秋楽となる大阪公演では、急遽坂倉を除く10人での出演となった。この影響で、坂倉は生放送およびラジオへの出演をしばらく取りやめることとなった。
7・8月にかけて、1st・2ndのリバイバルライブである「ラブライブ！スーパースター!! Liella! First Generation LoveLive! ～Wonderful Starlines～」を開催した。

## メンバー
Liella!は、以下の11人で構成される。リーダーは澁谷かのん（伊達さゆり）。
さらにミニユニット「CatChu!」（キャッチュ）「KALEIDOSCORE」（カレイドスコア）「5yncri5e!」（シンクライズ）が存在し、各ユニット単独で活動することもある（これらの名前は、一般からの公募・投票を経て決定）。結成当初はミニユニットの設定がなかったが、3期生の加入を機に設定された。
掛け声は「Song for Me、Song for You、Song for All!」。テレビアニメ第1期にて明かされた。

### Liella!メンバー基本データ一覧
- 標準の順番は公式サイトの紹介順（クレジット順）に基づく。
- 期生、誕生日、血液型、身長は『ラブライブ!スーパースター!!』劇中におけるキャラクターのものである。
- 担当声優の後に付いている※印は、一般公募オーディション合格者である。

| クレ ジット 順 | メンバーカラー         | 名前/読み                             | 担当声優     | 期生  | 誕 生 日 | 身 長 | 血液型 | ミニユニット | 加入順 | 点呼 |
| -------------- | ---------------------- | ------------------------------------- | ------------ | ----- | -------- | ----- | ------ | ------------ | ------ | ---- |
| 1              | マリーゴールド         | しぶや かのん 澁谷 かのん             | 伊達さゆり※  | 1期生 | 5/1      | 159cm | A型    | CatChu!      | 2      | 1    |
| 2              | パステルブルー         | タン クゥクゥ 唐 可可                 | Liyuu        | 1期生 | 7/17     | 159cm | O型    | KALEIDOSCORE | 1      | 2    |
| 3              | ピーチピンク           | あらし ちさと 嵐 千砂都               | 岬なこ       | 1期生 | 2/25     | 155cm | B型    | 5yncri5e!    | 4      | 4    |
| 4              | メロングリーン         | へあんな すみれ 平安名 すみれ         | ペイトン尚未 | 1期生 | 9/28     | 161cm | AB型   | CatChu!      | 3      | 3    |
| 5              | サファイアブルー       | はづき れん 葉月 恋                   | 青山なぎさ※  | 1期生 | 11/24    | 163cm | A型    | KALEIDOSCORE | 5      | 5    |
| 6              | メイズイエロー         | さくらこうじ きなこ 桜小路 きな子     | 鈴原希実※    | 2期生 | 4/10     | 159cm | O型    | 5yncri5e!    | 6      | 6    |
| 7              | ルージュ               | よねめ めい 米女 メイ                 | 薮島朱音     | 2期生 | 10/29    | 155cm | A型    | CatChu!      | 8      | 7    |
| 8              | アイスグリーンホワイト | わかな しき 若菜 四季                 | 大熊和奏     | 2期生 | 6/17     | 161cm | B型    | 5yncri5e!    | 7      | 8    |
| 9              | オニナッツピンク       | おにつか なつみ 鬼塚 夏美             | 絵森彩       | 2期生 | 8/7      | 152cm | AB型   | 5yncri5e!    | 9      | 9    |
| 10             | エレガントパープル     | Wien Margarete ウィーン・マルガレーテ | 結那         | 3期生 | 1/20     | 161cm | A型    | KALEIDOSCORE | 10     | 10   |
| 11             | スモーキーブルー       | おにつか とまり 鬼塚 冬毬             | 坂倉花※      | 3期生 | 12/28    | 163cm | B型    | 5yncri5e!    | 11     | 11   |

### センターポジション
楽曲ごとにステージ最前列の中央で歌う最も目立つポジション。
MVが公開されている曲は○で示し、キャストによる実写MVが公開されている曲は「(写)」を併記している。
また、★は初のセンターポジションを示す。
なお、基本的にアニメ1期の楽曲は1期生である澁谷かのん、唐可可、嵐千砂都、平安名すみれ、葉月恋の5名で担当している。アニメ2期の楽曲は2期生である桜小路きな子、米女メイ、若菜四季、鬼塚夏美の4名を加えた計9名で担当している。アニメ3期の楽曲は3期生であるウィーン・マルガレーテ、鬼塚冬毬の2名を加えた計11名で担当している。例外は備考欄に記載している。
|                       | 曲名                       | MV    | センター                | 備考                                                                                     |
| --------------------- | -------------------------- | ----- | ----------------------- | ---------------------------------------------------------------------------------------- |
| 1stシングル           | 始まりは君の空             | ○     | 澁谷かのん★             |                                                                                          |
| 1期OP                 | START!! True dreams        | ○     | 澁谷かのん              |                                                                                          |
| 1期ED                 | 未来は風のように           | ○     | 澁谷かのん              |                                                                                          |
| 1期挿入歌1            | 未来予報ハレルヤ!          | ○     | 澁谷かのん              |                                                                                          |
| 1期挿入歌1            | Tiny Stars                 | ○     | 澁谷かのん              | 澁谷かのん、唐可可の2名のみ （クーカー）                                                 |
| 1期挿入歌1            | Tiny Stars                 | ○     | 唐可可★                 | 澁谷かのん、唐可可の2名のみ （クーカー）                                                 |
| 1期挿入歌2            | 常夏☆サンシャイン          | ○     | 澁谷かのん              | 澁谷かのん、唐可可、 嵐千砂都、平安名すみれの4名のみ                                     |
| 1期挿入歌2            | 常夏☆サンシャイン          | ○     | 嵐千砂都★               | 澁谷かのん、唐可可、 嵐千砂都、平安名すみれの4名のみ                                     |
| 1期挿入歌2            | Wish Song                  | ○     | 澁谷かのん              |                                                                                          |
| 1期挿入歌2            | Wish Song                  | ○     | 葉月恋★                 |                                                                                          |
| 1期挿入歌3            | ノンフィクション!!         | ○     | 平安名すみれ★           |                                                                                          |
| 1期挿入歌3            | Starlight Prologue         | ○     | 澁谷かのん              |                                                                                          |
| 1stアルバム           | What a Wonderful Dream!!   | ○(写) | 澁谷かのん              |                                                                                          |
| 2期OP                 | WE WILL!!                  | ○     | 澁谷かのん              |                                                                                          |
| 2期ED                 | 追いかける夢の先で         | ○     | 澁谷かのん              |                                                                                          |
| 2期挿入歌1            | Welcome to 僕らのセカイ    | ○     | 澁谷かのん              | 1期生、桜小路きな子の6名のみ                                                             |
| 2期挿入歌1            | Go!! リスタート            | ○     | なし                    | 1期生、桜小路きな子の6名のみ                                                             |
| 2期挿入歌2            | ビタミンSUMMER!            | ○     | 鬼塚夏美★               |                                                                                          |
| 2期挿入歌2            | Chance Day, Chance Way!    | ○     | 澁谷かのん              |                                                                                          |
| 2期挿入歌3            | Sing!Shine!Smile!          | ○     | 澁谷かのん              |                                                                                          |
| 2期挿入歌3            | 未来の音が聴こえる         | ○     | 澁谷かのん              |                                                                                          |
| 2期挿入歌3            | 未来の音が聴こえる         | ○     | 葉月恋                  |                                                                                          |
| 2ndアルバム           | Second Sparkle             | ○(写) | 澁谷かのん              |                                                                                          |
| ユニットミニアルバム  | Jump Into the New World    | ○     | 澁谷かのん              |                                                                                          |
| 5thライブテーマソング | シェキラ☆☆☆                | ×     | 澁谷かのん              |                                                                                          |
| FC2024特典曲          | アイコトバ!                | ×     | 澁谷かのん              |                                                                                          |
| 3期OP                 | Let's be ONE               | ○     | 澁谷かのん              |                                                                                          |
| 3期ED                 | DAISUKI FULL POWER         | ○     | 澁谷かのん              |                                                                                          |
| 3期挿入歌1            | Bubble Rise                | ○     | なし                    | 澁谷かのん、ウィーン・マルガレーテ、鬼塚冬毬の3名のみ （トマカノーテ）                   |
| 3期挿入歌1            | Special Color              | ○     | 若菜四季★               | 澁谷かのん、ウィーン・マルガレーテ、鬼塚冬毬を除く8名のみ 実質米女メイとのダブルセンター |
| 3期挿入歌2            | 絶対的LOVER                | ○     | 唐可可                  |                                                                                          |
| 3期挿入歌2            | Dazzling Game              | ○     | 澁谷かのん              |                                                                                          |
| 3期挿入歌3            | 笑顔のPromise              | ○     | 桜小路きな子★           |                                                                                          |
| 3期挿入歌3            | スーパースター!!           | ○     | 澁谷かのん              |                                                                                          |
| 3期挿入歌4            | 始まりは君の空 ～11 Ver.～ | ○     | 澁谷かのん              |                                                                                          |
| CatChu!               |                            |       |                         |                                                                                          |
| 1stシングル           | ディストーション           | ○(写) | 澁谷かのん              |                                                                                          |
| KALEIDOSCORE          |                            |       |                         |                                                                                          |
| 1stシングル           | ニュートラル               | ○(写) | ウィーン・マルガレーテ★ |                                                                                          |
| 5yncri5e!             |                            |       |                         |                                                                                          |
| 1stシングル           | Jerryfish                  | ○(写) | 鬼塚冬毬★               |                                                                                          |

## 作品

### シングル

#### ナンバリングシングル
|     | 発売日       | タイトル       | アーティスト名 | 規格品番                                   | 最高位 | 備考   |
| --- | ------------ | -------------- | -------------- | ------------------------------------------ | ------ | ------ |
| 1st | 2021年4月7日 | 始まりは君の空 | Liella!        | LACM-24100（みんなで叶える物語盤 BD付き）  | 2位    | [ 23 ] |
| 1st | 2021年4月7日 | 始まりは君の空 | Liella!        | LACM-24101（私を叶える物語盤 BD付き）      | 2位    | [ 24 ] |
| 1st | 2021年4月7日 | 始まりは君の空 | Liella!        | LACM-24102（みんなで叶える物語盤 DVD付き） | 2位    | [ 25 ] |
| 1st | 2021年4月7日 | 始まりは君の空 | Liella!        | LACM-24103（私を叶える物語盤 DVD付き）     | 2位    | [ 26 ] |

#### アニメ関連シングル
|                    | 発売日         | タイトル                                | アーティスト名                                                                                            | 規格品番   | 最高位 | 備考     |
| 第1期              | 第1期          | 第1期                                   | 第1期 | 第1期      | 第1期  | 第1期    |
| ------------------ | -------------- | --------------------------------------- | --- | ---------- | ------ | -------- |
| オープニングテーマ | 2021年7月21日  | START!! True dreams                     | Liella!                                                                                                   | LACM-24140 | 6位    |          |
| エンディングテーマ | 2021年8月4日   | 未来は風のように                        | Liella!                                                                                                   | LACM-24150 | 6位    |          |
| 挿入歌             | 2021年8月25日  | 未来予報ハレルヤ!/Tiny Stars            | - Liella! - 澁谷かのん（伊達さゆり）、唐 可可（Liyuu）                                                    | LACM-24141 | 6位    | 第1話盤  |
| 挿入歌             | 2021年8月25日  | 未来予報ハレルヤ!/Tiny Stars            | - Liella! - 澁谷かのん（伊達さゆり）、唐 可可（Liyuu）                                                    | LACM-24142 | 6位    | 第3話盤  |
| 挿入歌             | 2021年9月29日  | 常夏☆サンシャイン/Wish Song             | - 澁谷かのん（伊達さゆり）、唐 可可（Liyuu）、嵐 千砂都（岬なこ）、平安名すみれ（ペイトン尚未） - Liella! | LACM-24143 | 4位    | 第6話盤  |
| 挿入歌             | 2021年9月29日  | 常夏☆サンシャイン/Wish Song             | - 澁谷かのん（伊達さゆり）、唐 可可（Liyuu）、嵐 千砂都（岬なこ）、平安名すみれ（ペイトン尚未） - Liella! | LACM-24144 | 4位    | 第8話盤  |
| 挿入歌             | 2021年10月20日 | ノンフィクション!!/Starlight Prologue   | Liella!                                                                                                   | LACM-24145 | 3位    | 第10話盤 |
| 挿入歌             | 2021年10月20日 | ノンフィクション!!/Starlight Prologue   | Liella!                                                                                                   | LACM-24146 | 3位    | 第12話盤 |
| 第2期              |                |                                         | |            |        |          |
| オープニングテーマ | 2022年8月3日   | WE WILL!!                               | Liella!                                                                                                   | LACM-24300 | 4位    |          |
| エンディングテーマ | 2022年8月10日  | 追いかける夢の先で                      | Liella!                                                                                                   | LACM-24301 | 2位    |          |
| 挿入歌             | 2022年8月17日  | Welcome to 僕らのセカイ/Go!! リスタート | - Liella! - Liella!                                                                                       | LACM-24311 | 3位    | 第1話盤  |
| 挿入歌             | 2022年8月17日  | Welcome to 僕らのセカイ/Go!! リスタート | - Liella! - Liella!                                                                                       | LACM-24312 | 3位    | 第3話盤  |
| 挿入歌             | 2022年9月21日  | ビタミンSUMMER!/Chance Day, Chance Way! | Liella!                                                                                                   | LACM-24313 | 5位    | 第６話盤 |
| 挿入歌             | 2022年9月21日  | ビタミンSUMMER!/Chance Day, Chance Way! | Liella!                                                                                                   | LACM-24314 | 5位    | 第８話盤 |
| 挿入歌             | 2022年10月19日 | Sing!Shine!Smile!/未来の音が聴こえる    | Liella!                                                                                                   | LACM-24315 | 8位    | 第10話盤 |
| 挿入歌             | 2022年10月19日 | Sing!Shine!Smile!/未来の音が聴こえる    | Liella!                                                                                                   | LACM-24316 | 8位    | 第12話盤 |
| 第3期              |                |                                         | |            |        |          |
| オープニングテーマ | 2024年10月23日 | Let's be ONE                            | Liella!                                                                                                   | LACM-24650 | 7位    |          |
| エンディングテーマ | 2024年10月23日 | DAISUKI FULL POWER                      | Liella!                                                                                                   | LACM-24651 | 8位    |          |
| 挿入歌             | 2024年11月13日 | Bubble Rise/Special Color               | - 澁谷かのん（伊達さゆり）、ウィーン・マルガレーテ（結那）、鬼塚冬毬（坂倉 花） - Liella!                 | LACM-24661 | 7位    | 第2話盤  |
| 挿入歌             | 2024年11月13日 | Bubble Rise/Special Color               | - 澁谷かのん（伊達さゆり）、ウィーン・マルガレーテ（結那）、鬼塚冬毬（坂倉 花） - Liella!                 | LACM-24662 | 7位    | 第3話盤  |
| 挿入歌             | 2024年12月11日 | 絶対的LOVER/Dazzling Game               | - Liella!、澁谷かのん（伊達さゆり）、ウィーン・マルガレーテ（結那）、鬼塚冬毬（坂倉 花） - Liella!        | LACM-24663 | 6位    | 第6話盤  |
| 挿入歌             | 2024年12月11日 | 絶対的LOVER/Dazzling Game               | - Liella!、澁谷かのん（伊達さゆり）、ウィーン・マルガレーテ（結那）、鬼塚冬毬（坂倉 花） - Liella!        | LACM-24664 | 6位    | 第8話盤  |
| 挿入歌             | 2025年1月8日   | 笑顔のPromise/スーパースター!!          | Liella!                                                                                                   | LACM-24665 | 4位    | 第10話盤 |
| 挿入歌             | 2025年1月8日   | 笑顔のPromise/スーパースター!!          | Liella!                                                                                                   | LACM-24666 | 4位    | 第11話盤 |
| 挿入歌             | 2025年1月15日  | 始まりは君の空 ～11 Ver.～              | Liella!                                                                                                   | LACM-24667 | 9位    |          |

#### 企画シングル
|                          | 発売日        | タイトル          | アーティスト名 | 規格品番   | 最高位 | 備考   |
| ------------------------ | ------------- | ----------------- | -------------- | ---------- | ------ | ------ |
| スクフェス2 テーマソング | 2023年5月17日 | MIRACLE NEW STORY | Liella!        | LACM-24370 | 7位    | [ 27 ] |
| 5thライブ テーマソング   | 2024年1月10日 | シェキラ☆☆☆       | Liella!        | LACM-24460 | 1位    |        |

#### ユニットシングル
|     | 発売日        | タイトル         | 規格品番   | 最高位 |
| --- | ------------- | ---------------- | ---------- | ------ |
| 1st | 2024年4月24日 | ディストーション | LACM-24590 | 11位   |

|     | 発売日        | タイトル     | 規格品番   | 最高位 |
| --- | ------------- | ------------ | ---------- | ------ |
| 1st | 2024年4月24日 | ニュートラル | LACM-24591 | 10位   |

|     | 発売日        | タイトル  | 規格品番   | 最高位 |
| --- | ------------- | --------- | ---------- | ------ |
| 1st | 2024年4月24日 | Jellyfish | LACM-24592 | 12位   |

#### ラブライブ!シリーズ合同楽曲
|                                                  | 発売日                                      | タイトル           | アーティスト名 | 規格品番   | 最高位 |
| ------------------------------------------------ | ------------------------------------------- | ------------------ | --- | ---------- | ------ |
| カウントダウンライブテーマソング                 | 2021年11月3日                               | LIVE with a smile! | - Aqours - 虹ヶ咲学園スクールアイドル同好会 - Liella! | LACM-24180 | 3位    |
| アイマス・ラブライブ合同ライブテーマソング       | - 2023年11月8日（先行配信） - 2023年12月6日 | 異次元★♥BIGBANG    | - 島村卯月（大橋彩香） - 最上静香（田所あずさ） - 月岡恋鐘（礒部花凜） - 高海千歌（伊波杏樹） - 上原歩夢（大西亜玖璃） - 澁谷かのん（伊達さゆり） - 日野下花帆（楡井希実） | LACM-24470 | 5位    |
| アジアツアーテーマソング                         | 2024年9月20日                               | Bring the LOVE!    | - 渡辺曜（斉藤朱夏） - 上原歩夢（大西亜玖璃） - 澁谷かのん（伊達さゆり） - 日野下花帆（楡井希実） - 高坂穂乃果（新田恵海）                                                 | LACM-24630 | 5位    |
| オールナイトニッポンGOLDスペシャルユニットソング | 2025年1月22日                               | 愛♡スクリ〜ム!     | AiScReam | LACM-24620 | 7位    |

#### スプリットシングル
|                                        | 発売日         | タイトル                                                  | 曲名                 | アーティスト名 | 規格品番   | 最高位 | 備考                                                           |
| -------------------------------------- | -------------- | --------------------------------------------------------- | -------------------- | -------------- | ---------- | ------ | -------------------------------------------------------------- |
| オールナイトニッポンGOLDタイアップ企画 | 2021年11月24日 | not ALONE not HITORI/ミラクル STAY TUNE!/Shooting Voice!! | 「Shooting Voice!!」 | Liella!        | LACM-24202 | 3位    | Aqours・虹ヶ咲学園スクールアイドル同好会とのスプリットシングル |

#### Blu-ray特典CD
|       | 発売日         | タイトル                         | アーティスト名 | 備考  |
| 第1期 | 第1期          | 第1期                            | 第1期 | 第1期 |
| ----- | -------------- | -------------------------------- | --- | ----- |
| 第1巻 | 2021年9月28日  | 心キラララ                       | 澁谷かのん（伊達さゆり）                                                                                                 |       |
| 第2巻 | 2021年10月27日 | Oh！レディ・ステディ・ポジティブ | 唐 可可（Liyuu） |       |
| 第3巻 | 2021年11月26日 | 勇気のカケラ                     | 嵐 千砂都（岬 なこ） |       |
| 第4巻 | 2021年12月24日 | ヒロインズ☆ランウェイ            | 平安名すみれ（ペイトン尚未）                                                                                             |       |
| 第5巻 | 2022年1月26日  | リバーブ                         | 葉月 恋（青山なぎさ） |       |
| 第6巻 | 2022年2月25日  | トゥ トゥ トゥ！                 | Liella! |       |
| 第2期 |                |                                  | |       |
| 第4巻 | 2022年12月23日 | Hoshizora Monologue              | Liella! |       |
| 第5巻 | 2023年1月27日  | Blooming Dance！Dance！          | 2期メンバー4人 |       |
| 第6巻 | 2023年2月24日  | Including you                    | Liella! |       |
| 第3期 |                |                                  | |       |
| 第4巻 | 2025年3月26日  | 罪DA・YO・NE                     | 米女メイ（薮島朱音）、若菜四季（大熊和奏）                                                                               |       |
| 第5巻 | 2025年4月23日  | 想われマリオネット               | 澁谷かのん（伊達さゆり）、嵐 千砂都（岬なこ）、葉月 恋（青山なぎさ）、鬼塚夏美（絵森彩）、ウィーン・マルガレーテ（結那） |       |
| 第6巻 | 2025年5月28日  | ティーンエイジ・ロンリネス       | 唐 可可（Liyuu）、平安名すみれ（ペイトン尚未）、桜小路きな子（鈴原希美）、鬼塚冬毬（坂倉花）                             |       |

#### Blu-ray全巻購入特典CD
| 法人名               | タイトル             | アーティスト名                                                                | 備考  |
| 第1期                | 第1期                | 第1期                                                                         | 第1期 |
| -------------------- | -------------------- | ----------------------------------------------------------------------------- | ----- |
| A-on STORE           | 探して！Future       | Liella!                                                                       |       |
| アニメイト           | HAPPY TO DO WA！     | 唐 可可（Liyuu）、平安名すみれ（ペイトン尚未）、葉月 恋（青山なぎさ）         |       |
| ゲーマーズ           | Stella!              | 澁谷かのん（伊達さゆり）、 嵐 千砂都（岬 なこ）、平安名すみれ（ペイトン尚未） |       |
| ソフマップ・アニメガ | 変わらないすべて     | 澁谷かのん（伊達さゆり）、 嵐 千砂都（岬 なこ）                               |       |
| 楽天ブックス         | クレッシェンドゆ・ら | 唐 可可（Liyuu）、葉月 恋（青山なぎさ）                                       |       |
| Amazon.co.jp         | 録り下ろしドラマCD   | Liella!                                                                       |       |
| 第2期                |                      |                                                                               |       |
| Amazon.co.jp         | 録り下ろしドラマCD   | Liella!                                                                       |       |

#### Liella! CLUB 特典楽曲
|                          | タイトル         | アーティスト名 | 備考 |
| ------------------------ | ---------------- | -------------- | ---- |
| Liella! CLUB CD SET 2023 | UNIVERSE!!       | Liella!        |      |
| Liella! CLUB CD SET 2024 | アイコトバ！     | Liella!        |      |
| Liella! CLUB CD SET 2025 | オレンジのままで | Liella!        |      |

### アルバム

#### ナンバリングアルバム
|     | 発売日        | タイトル                 | アーティスト名 | 規格品番                   | 最高位 | 備考   |
| --- | ------------- | ------------------------ | -------------- | -------------------------- | ------ | ------ |
| 1st | 2022年3月2日  | What a Wonderful Dream!! | Liella!        | LACA-15940（オリジナル盤） | 3位    | [ 28 ] |
| 1st | 2022年3月2日  | What a Wonderful Dream!! | Liella!        | LACA-15941（フォト盤）     | 3位    | [ 28 ] |
| 2nd | 2023年3月15日 | Second Sparkle           | Liella!        | LACA-25040（オリジナル盤） | 3位    | [ 29 ] |
| 2nd | 2023年3月15日 | Second Sparkle           | Liella!        | LACA-25041（フォト盤）     | 3位    | [ 29 ] |
| 3rd | 2025年5月28日 | Aspire                   | Liella!        | LACA-25170（オリジナル盤） | 6位    | [ 30 ] |
| 3rd | 2025年5月28日 | Aspire                   | Liella!        | LACA-25171（フォト盤）     | 6位    | [ 31 ] |

#### ユニットミニアルバム
|     | 発売日       | タイトル                | アーティスト名 | 規格品番   | 最高位 | 備考   |
| --- | ------------ | ----------------------- | -------------- | ---------- | ------ | ------ |
| 1st | 2023年8月2日 | Jump Into the New World | Liella!        | LACA-25060 | 9位    | [ 32 ] |

#### アニメ関連アルバム
|                            | 発売日         | タイトル                       | アーティスト名       | 規格品番         | 最高位 | 備考  |
| 第1期                      | 第1期          | 第1期                          | 第1期                | 第1期            | 第1期  | 第1期 |
| -------------------------- | -------------- | ------------------------------ | -------------------- | ---------------- | ------ | ----- |
| 特別パート                 | 2021年10月27日 | リエラのうた                   | Liella!              | LACA-15895       | 14位   |       |
| オリジナルサウンドトラック | 2021年10月27日 | Dreams of the Superstar        | - 藤澤慶昌 - Liella! | LACA-9851/9853   | 19位   |       |
| 第2期                      |                |                                |                      |                  |        |       |
| 特別パート                 | 2022年10月26日 | リエラのうた2                  | Liella!              | LACA-25006       | 19位   |       |
| オリジナルサウンドトラック | 2022年10月26日 | Twinkle of the Superstar       | - 藤澤慶昌 - Liella! | LACA-9913/9914   | 22位   |       |
| 第3期                      |                |                                |                      |                  |        |       |
| 特別パート                 | 2025年1月29日  | リエラのうた3                  | Liella!              | LACA-25142       | 12位   |       |
| オリジナルサウンドトラック | 2025年2月5日   | The beginning of the Superstar | - 藤澤慶昌 - Liella! | LACA-19078/19079 | 8位    |       |

### 映像作品
|     | 発売日        | タイトル | アーティスト名                                  | 規格品番          | 最高位 |
| BD  | 発売日        | タイトル | アーティスト名                                  | 規格品番          |        |
| --- | ------------- | --- | ----------------------------------------------- | ----------------- | ------ |
| 1st | 2022年7月6日  | ラブライブ！スーパースター!! Liella! First LoveLive! Tour ～Starlines～ Blu-ray Memorial BOX 【完全生産限定】                         | Liella!                                         | LABX-38570～38572 | 8位    |
| 1st | 2022年7月6日  | ラブライブ！スーパースター!! Liella! First LoveLive! Tour ～Starlines～ Blu-ray 宮城公演                                              | Liella!                                         | LABX-8570         | 22位   |
| 1st | 2022年7月6日  | ラブライブ！スーパースター!! Liella! First LoveLive! Tour ～Starlines～ Blu-ray 東京追加公演                                          | Liella! Sunny Passion                           | LABX-8572         | 15位   |
| -   | 2022年9月14日 | LoveLive! Series Presents COUNTDOWN LoveLive! 2021→2022 ～LIVE with a smile!～ Blu-ray Memorial BOX                                   | Aqours 虹ヶ咲学園スクールアイドル同好会 Liella! | LABX-8600～8603   | 4位    |
| 2nd | 2023年1月18日 | ラブライブ！スーパースター!! Liella! 2nd LoveLive! ～What a Wonderful Dream!!～ Blu-ray Memorial BOX                                  | Liella! Sunny Passion                           | LABX-8650～8652   | 11位   |
| -   | 2023年6月28日 | MTV Unplugged Presents: LoveLive! Superstar!! Liella!                                                                                 | Liella!                                         | LABX-8680         | 12位   |
| 3rd | 2023年10月4日 | ラブライブ！スーパースター!! Liella! 3rd LoveLive! Tour ～WE WILL!!～ Blu-ray Memorial BOX                                            | Liella! ウィーン・マルガレーテ（結那）          | LABX-8710～8713   | 4位    |
| 4th | 2024年5月15日 | ラブライブ!スーパースター!! Liella! 4th LoveLive! Tour ～brand new Sparkle～ Blu-ray Memorial BOX                                     | Liella!                                         | LABX-8780～8783   | 4位    |
| 5th | 2024年9月18日 | ラブライブ！スーパースター!! Liella! 5th LoveLive! ～Twinkle Triangle～ Blu-ray Memorial BOX                                          | Liella!                                         | LABX-8830～8832   | 10位   |
| -   | 2025年4月16日 | ラブライブ！スーパースター!! Liella! ユニットライブ＆ファンミーティングツアー 心・技・体！極上大冒険!!～最終章～ Blu-ray Memorial BOX | Liella!                                         | LABX-8870～8874   | 7位    |

## 出演番組

### インターネットテレビ
2021年1月30日より、YouTube LIVE、バンダイチャンネル、LINE LIVE、ニコニコ生放送、bilibiliにて生配信されている。
| 放送年 | 放送日       | タイトル | 出演者                                              | 備考                                                                                  |
| ------ | ------------ | --- | --------------------------------------------------- | ------------------------------------------------------------------------------------- |
| 2021年 | 1月30日      | ラブライブ！スーパースター!! Liella!生放送 ～結ヶ丘女子 開校準備会～                                                                            | Liella!                                             |                                                                                       |
| 2021年 | 3月14日      | ラブライブ！スーパースター!! Liella!生放送 ～結ヶ丘女子 開校直前準備会～                                                                        | Liella!                                             |                                                                                       |
| 2021年 | 4月10日      | ラブライブ！スーパースター!! Liella!生放送 ～私たち、デビューしました！～                                                                       | Liella!                                             |                                                                                       |
| 2021年 | 5月12日      | ラブライブ！スーパースター!! Liella!生放送 ～リリースイベントありがとうございました！～                                                         | Liella!                                             |                                                                                       |
| 2021年 | 5月30日      | ラブライブ！スーパースター!!Liella!生放送 withバーチャル原宿                                                                                    | Liella!                                             |                                                                                       |
| 2021年 | 7月4日       | TVアニメ放送直前！ラブライブ！スーパースター!!Liella!生放送『はじまれ！新しい「私」――。』                                                       | Liella!                                             |                                                                                       |
| 2021年 | 7月25日      | ラブライブ！スーパースター!! Liella!生放送 TVアニメ放送開始記念！第1～2話振り返り！新情報☆よっしゃ！SP                                          | Liella!                                             |                                                                                       |
| 2021年 | 8月1日       | ラブライブ！スーパースター!! Liella!生放送 TVアニメ放送開始記念！第3話へ『全力で駆け出すんだ』SP                                                | Liella!                                             |                                                                                       |
| 2021年 | 8月29日      | ラブライブ！スーパースター!! Liella!生放送 第6話へ『1.2.3！』で『GOING UP』SP                                                                   | Liella!                                             |                                                                                       |
| 2021年 | 9月8日       | ラブライブ！スーパースター!! Liella!生放送 ～第6話放送記念！まんまる丸マル大放送！～                                                            | Liella!                                             |                                                                                       |
| 2021年 | 9月15日      | ラブライブ！スーパースター!! Liella!生放送 ～第8話放送直前！スポーツの秋！芸術の秋！Liella!の秋！～                                             | Liella!                                             |                                                                                       |
| 2021年 | 10月6日      | ラブライブ！スーパースター!! Liella!生放送 ～ウチら!! Liella! !! てへギャラ!!!! チェケラッ!!!!!～                                               | 岬なこを除く1期メンバー4人                          |                                                                                       |
| 2021年 | 10月19日     | ラブライブ！スーパースター!! Liella!生放送 ～Song for All～                                                                                     | Liella!                                             |                                                                                       |
| 2021年 | 11月3日      | ラブライブ！スーパースター!! Liella!生放送 ～1stライブツアー開始記念！爆速感想をお届けSP～                                                      | Liella!                                             |                                                                                       |
| 2021年 | 12月1日      | ラブライブ！スーパースター!! Liella!生放送 ～1stライブツアー折り返し記念！後半戦もよろしくねSP～                                                | Liella!                                             |                                                                                       |
| 2022年 | 1月29日      | ラブライブ！スーパースター!! Liella!生放送 ～公開生放送SP～                                                                                     | 岬なこを除く1期メンバー4人                          | サンリオピューロランド エンターテイメントホールから公開生放送                         |
| 2022年 | 3月3日       | ラブライブ！スーパースター!! Liella!生放送 ～What a Wonderful Dream!!～                                                                         | Liella!                                             |                                                                                       |
| 2022年 | 4月7日       | ラブライブ！スーパースター!! Liella!生放送 ～結女 春のLiella!祭り～                                                                             | Liella!                                             |                                                                                       |
| 2022年 | 6月8日       | ラブライブ！スーパースター!! Liella!生放送 ～9人だよ！結ヶ丘に全員集合！～                                                                      | Liella!                                             | 2期メンバーは後半から登場                                                             |
| 2022年 | 7月9日(予定) | ラブライブ！スーパースター!! Liella!生放送 ～もうすぐTVアニメ2期！レッツスーパースタート!!～                                                    | Liella!                                             | タクシー事故の影響により中止                                                          |
| 2022年 | 7月31日      | ラブライブ！スーパースター!! Liella!生放送 ～TVアニメ2期放送開始記念！夏もみんなでスーパースタート!!～                                          | 岬 なこ、ペイトン尚未、鈴原希実、大熊和奏、絵森彩   | 中止となった7月9日の生放送の代替 伊達がコロナに感染したため出演辞退、代わりに岬が出演 |
| 2022年 | 8月27日      | ラブライブ！スーパースター!! Liella!生放送 ～揃ったー！歌ったー！ビタミンSUMMER！～                                                             | 伊達さゆり、岬なこ、薮島朱音、大熊和奏、絵森彩      |                                                                                       |
| 2022年 | 9月16日      | ラブライブ！スーパースター!! Liella!生放送 ～今夜はみんなでお祭りだ！～                                                                         | Liyuu、ペイトン尚未、青山なぎさ、鈴原希実、薮島朱音 |                                                                                       |
| 2022年 | 9月25日      | ラブライブ！スーパースター!! Liella!生放送 ～9人いっしょに座談会 ～                                                                             | Liella!                                             |                                                                                       |
| 2022年 | 10月9日      | ラブライブ！スーパースター!! Liella!生放送 〜TVアニメ2期完走記念 拡大SP〜                                                                       | Liella!                                             |                                                                                       |
| 2022年 | 10月27日     | ラブライブ！スーパースター!! Liella!生放送 〜音楽の秋！食欲の秋！Liella!の秋！〜                                                                | 伊達さゆり、Liyuu、ペイトン尚未、鈴原希実、薮島朱音 | 青山が体調不良のため出演辞退、代わりに伊達が出演                                      |
| 2022年 | 11月25日     | ラブライブ！スーパースター!! Liella!生放送〜3rdライブツアー直前SP！準備はいいかな いますぐ Start up!〜                                          | Liella!                                             |                                                                                       |
| 2023年 | 2月24日      | ラブライブ！スーパースター!! Liella!生放送 〜Welcome to 僕らのコタツ〜                                                                          | Liella!                                             |                                                                                       |
| 2023年 | 3月15日      | ラブライブ！スーパースター!! Liella!生放送 〜Second Sparkle〜                                                                                   | Liella!                                             |                                                                                       |
| 2023年 | 4月9日       | ラブライブ！スーパースター!! Liella!公開生放送2023                                                                                              | 2期メンバー4人                                      | サンリオピューロランド エンターテイメントホールから公開生放送                         |
| 2023年 | 5月20日      | ラブライブ！スーパースター!! Liella!生放送 『MIRACLE NEW STORY』リリース記念生放送！ ～ZOZOTOWNコラボ特集もあるよ～                             | 伊達さゆり、鈴原希実、絵森彩                        |                                                                                       |
| 2023年 | 6月11日      | ラブライブ！スーパースター!! Liella!生放送 ようこそ3期生！ Welcome to Yuigaoka!!～11人の生放送～                                                | Liella!                                             | 3期メンバー初登場                                                                     |
| 2023年 | 8月3日       | ラブライブ！スーパースター!! Liella!生放送 〜Jump Into the New Worldリリース記念 & 4thライブツアー直前SP〜                                      | Liella!                                             |                                                                                       |
| 2023年 | 9月16日      | ラブライブ！スーパースター!! Liella!生放送～4thライブツアー完走ありがとう記念生放送〜                                                           | Liella!                                             |                                                                                       |
| 2023年 | 10月12日     | ラブライブ！スーパースター!! Liella!生放送 〜秋だ！Liella!だ!!スクフェス2ハーフアニバーサリー直前だ!!生放送〜                                   | 岬なこ、薮島朱音、結那、坂倉花                      |                                                                                       |
| 2023年 | 12月11日     | ラブライブ！スーパースター!! Liella!生放送 〜2023年！ラストスパート!!生放送〜                                                                   | 伊達さゆり、大熊和奏、結那、坂倉花                  |                                                                                       |
| 2024年 | 1月12日      | ラブライブ！スーパースター!! Liella!生放送〜Liella! 5thライブ直前！！みんなで一緒に『シェキラ☆☆☆』生放送！！〜                                  | Liella!                                             |                                                                                       |
| 2024年 | 2月16日      | ラブライブ！スーパースター!! Liella!生放送～5thライブ完走ありがとう！そして、感想ありがとう！次の大冒険にむけてレッツスーパースタート！生放送～ | Liella!                                             |                                                                                       |
| 2024年 | 4月25日      | ラブライブ！スーパースター!! Liella!生放送 ～プライムアドベンチャー決起集会！～                                                                 | 伊達さゆり、絵森彩、結那、坂倉花                    |                                                                                       |
| 2024年 | 5月11日      | ラブライブ！スーパースター!! Liella! 公開生放送2024                                                                                             | 岬なこ、薮島朱音、結那、坂倉花                      | サンリオピューロランド エンターテイメントホールから公開生放送                         |
| 2024年 | 7月22日      | ラブライブ！スーパースター!! Liella!生放送 ～極上大冒険【最終章】直前スペシャル生放送！！～                                                     | Liyuu、ペイトン尚未、大熊和奏                       |                                                                                       |
| 2024年 | 8月12日      | ラブライブ！スーパースター!! Liella!生放送 ～ありがとう！極上大冒険!! ＆ よろしく！TVアニメ3期!!～                                              | 薮島朱音、大熊和奏、結那                            | 坂倉が喉の不調のため出演辞退                                                          |
| 2024年 | 10月11日     | ラブライブ！スーパースター!! Liella!TVアニメ3期もみんなでLet’s be ONE！DAISUKI FULL POWERで生放送！                                             | Liella!                                             |                                                                                       |
| 2024年 | 11月10日     | ラブライブ！スーパースター!! Liella!生放送 TVアニメ3期 第6話まで振り返ろう＆リリースイベントありがとう90分SP！                                  | 伊達さゆり、Liyuu、薮島朱音、大熊和奏、結那、坂倉花 |                                                                                       |
| 2024年 | 12月9日      | ラブライブ！スーパースター!! Liella!生放送～私たち、結ヶ丘女子高等学校スクールアイドル、Liella!です！～生放送90分SP                             | Liella!                                             |                                                                                       |
| 2025年 | 1月17日      | ラブライブ！スーパースター!! Liella!生放送～TVアニメ3期ありがとう！6thライブツアーよろしく！11人で90分スペシャル！～                            | Liella!                                             |                                                                                       |
| 2025年 | 4月25日      | ラブライブ！スーパースター!! Liella!生放送～6thライブツアー後半戦突入決起集会！ 1期生リバイバルライブの新情報も！？～                           | 1期生を除く6人                                      |                                                                                       |
| 2025年 | 6月19日      | ラブライブ！スーパースター!! Liella!生放送～6thライブツアーありがとスペシャル～                                                                 | 岬なこ、坂倉花を除く9人                             | 岬は喉の不調のためお休み 坂倉は活動休止のためお休み                                   |

### その他のインターネットテレビ番組
| 放送年 | 放送日   | タイトル | 出演者                                               | 備考 |
| ------ | -------- | --- | ---------------------------------------------------- | --- |
| 2021年 | 2月22日  | ラブライブ！シリーズ Aqours・虹ヶ咲学園スクールアイドル同好会・Liella! いっしょに生放送☀🌈💫                                                                               | Liella!                                              | YouTube LIVE、バンダイチャンネル、LINE LIVE、ニコニコ生放送、bilibiliにて配信                                                                                              |
| 2021年 | 3月25日  | 【シングル発売記念】Liella! 突撃ロケinよみうりランドPart.1 | Liella!                                              | YouTubeのラブライブ!シリーズ公式チャンネルにて配信 |
| 2021年 | 3月27日  | ラブライブ！スーパースター!! Liella!生放送 ～AnimeJapanからこんにちは！～                                                                                                  | Liella!                                              | AnimeJapan2021の配信番組企画「AJスタジオ」にて配信 |
| 2021年 | 3月27日  | Lantis Info Station AJスペシャル！（第9回） | Liella!                                              | YouTube Lantis Channelにて配信 |
| 2021年 | 3月29日  | 【シングル発売記念】Liella! 突撃ロケinよみうりランドPart.2 | Liella!                                              | YouTubeのラブライブ!シリーズ公式チャンネルにて配信 |
| 2021年 | 4月2日   | 【シングル発売記念】Liella! 突撃ロケinよみうりランドPart.3 | Liella!                                              | YouTubeのラブライブ!シリーズ公式チャンネルにて配信 |
| 2021年 | 4月3日   | 【シングル発売記念】Liella! 突撃ロケinよみうりランドPart.4 | Liella!                                              | YouTubeのラブライブ!シリーズ公式チャンネルにて配信 |
| 2021年 | 4月5日   | 【シングル発売記念】Liella! 突撃ロケinよみうりランドPart.5 | Liella!                                              | YouTubeのラブライブ!シリーズ公式チャンネルにて配信 |
| 2021年 | 4月18日  | 【シングル発売記念】Liella! 突撃ロケ担当メンバー私服コーデバトルPart.1 | Liella!                                              | YouTubeのラブライブ!シリーズ公式チャンネルにて配信 |
| 2021年 | 4月21日  | 【シングル発売記念】Liella! 突撃ロケ担当メンバー私服コーデバトルPart.2 | Liella!                                              | YouTubeのラブライブ!シリーズ公式チャンネルにて配信 |
| 2021年 | 4月24日  | 【シングル発売記念】Liella! 突撃ロケ担当メンバー私服コーデバトルPart.3 | Liella!                                              | YouTubeのラブライブ!シリーズ公式チャンネルにて配信 |
| 2021年 | 8月23日  | ラブライブ！シリーズ Aqours・虹ヶ咲学園スクールアイドル同好会・Liella! 3校合同生放送 2021年後半戦突入！真夏の大発表スペシャル!!                                            | 伊達さゆり、青山なぎさ                               | YouTube LIVE、バンダイチャンネル、LINE LIVE、ニコニコ生放送、bilibiliにて配信                                                                                              |
| 2021年 | 8月26日  | 【シングル発売記念】Liella! 突撃ロケ 1stライブツアーへの道Part.1～Liella!しっぽ取り女王選手権～                                                                            | Liella!                                              | YouTubeのラブライブ!シリーズ公式チャンネルにて配信 |
| 2021年 | 9月15日  | 【シングル発売記念】Liella! 突撃ロケ1stライブツアーへの道Part.2～ドキドキ！巨大風船チャレンジ～                                                                            | Liella!                                              | YouTubeのラブライブ!シリーズ公式チャンネルにて配信 |
| 2021年 | 9月30日  | 【シングル発売記念】Liella! 突撃ロケ1stライブツアーへの道Part.3～ピンポン玉運びチャレンジ～                                                                                | Liella!                                              | YouTubeのラブライブ!シリーズ公式チャンネルにて配信 |
| 2021年 | 10月7日  | 【シングル発売記念】Liella! 突撃ロケ1stライブツアーへの道Part.4～ダッシュで伝言ゲームリレー～                                                                              | Liella!                                              | YouTubeのラブライブ!シリーズ公式チャンネルにて配信 |
| 2021年 | 10月14日 | 【シングル発売記念】Liella! 突撃ロケ1stライブツアーへの道Part.5～椅子取りゲーム女王決定戦～                                                                                | Liella!                                              | YouTubeのラブライブ!シリーズ公式チャンネルにて配信 |
| 2021年 | 12月19日 | LoveLive! Series Presents ～初次见面 岚珠和可可的特别节目～ （初めまして！嵐珠と可可の特別番組）                                                                           | Liyuu                                                | 全編中国語、bilibiliにて配信、後日YouTubeにて日本語字幕入りを配信 |
| 2021年 | 12月30日 | ラブライブ！シリーズ 虹ヶ咲学園スクールアイドル同好会・Liella! 合同生放送 いよいよ明日はシリーズカウントダウンライブ！スペシャル前夜祭！                                   | 岬 なこ、ペイトン尚未、青山なぎさ                    | YouTube LIVE、バンダイチャンネル、LINE LIVE、ニコニコ生放送、bilibiliにて配信                                                                                              |
| 2022年 | 3月11日  | 【アルバム発売記念】Liella! 突撃ロケWhat a Wonderful Dream!! Part.1 ～無音ダンスチャレンジ～                                                                               | Liella!                                              | YouTubeのラブライブ!シリーズ公式チャンネルにて配信 |
| 2022年 | 3月17日  | 【アルバム発売記念】Liella! 突撃ロケWhat a Wonderful Dream!! Part.2 ～ライブ開催都市ご当地グルメババ抜き～                                                                 | Liella!                                              | YouTubeのラブライブ!シリーズ公式チャンネルにて配信 |
| 2022年 | 3月24日  | 【アルバム発売記念】Liella! 突撃ロケWhat a Wonderful Dream!! Part.3 ～みんなでつなげ！What a Wonderful Dream!!ドミノ～                                                     | Liella!                                              | YouTubeのラブライブ!シリーズ公式チャンネルにて配信 |
| 2022年 | 3月28日  | 【アルバム発売記念】Liella! 突撃ロケWhat a Wonderful Dream!! Part.4 ～BBQパーティー！～                                                                                    | Liella!                                              | YouTubeのラブライブ!シリーズ公式チャンネルにて配信 |
| 2022年 | 3月31日  | 【アルバム発売記念】Liella! 突撃ロケWhat a Wonderful Dream!! Part.5 | Liella!                                              | YouTubeのラブライブ!シリーズ公式チャンネルにて配信 |
| 2022年 | 4月1日   | ラブライブ！スーパースター!! 連続短編ドラマ進出！？ スペシャルムービー | Liella!                                              | YouTubeのラブライブ!シリーズ公式チャンネルにて4月1日限定で配信 （4月2日以降は配信終了のため閲覧不可） ただし、7月9日に上述の生放送中止を受けて再配信を実施                 |
| 2022年 | 4月15日  | LoveLive! Series Presents ～2nd 岚珠和可可的特别节目～ （嵐珠と可可の特別番組）                                                                                            | Liyuu                                                | 全編中国語、bilibiliにて配信、後日YouTubeにて日本語字幕入りを配信 |
| 2022年 | 4月17日  | 今こそスクフェスするしかナインじゃない!?スクフェス9周年生放送～新情報も9(きゅう)っと詰め込みスペシャル～                                                                   | Liyuu                                                | YouTube LIVE、バンダイチャンネル、LINE LIVE、ニコニコ生放送、bilibiliにて配信                                                                                              |
| 2022年 | 8月16日  | 【ぶっつけ本番で】Liella! 2期生がグッズ紹介に挑戦！ | 伊達さゆり、2期生4人                                 | YouTubeのラブライブ!シリーズ公式チャンネルにて配信 |
| 2022年 | 9月2日   | 結女祭SPクッキング | 伊達さゆり、岬 なこ                                  | cookpadLiveアプリにて生配信 |
| 2022年 | 9月13日  | 【やっぱりぶっつけ本番】Liella!のグッズ紹介 ～絵森彩のリベンジ編～ | 岬 なこ、ペイトン尚未、青山なぎさ、鈴原希実、絵森 彩 | YouTubeのラブライブ!シリーズ公式チャンネルにて配信 |
| 2022年 | 10月11日 | 【楽屋の日常風景】Liella!のグッズ紹介 ～大熊監督の熱血指導編～【押忍！】                                                                                                   | 伊達さゆり、Liyuu、ペイトン尚未、薮島朱音、大熊和奏  | YouTubeのラブライブ!シリーズ公式チャンネルにて配信 |
| 2022年 | 11月24日 | 【Liella!】TVアニメ『ラブライブ！スーパースター!!』2期OP主題歌「WE WILL!!」Dance Practice                                                                                  | Liella!                                              | YouTubeのラブライブ!シリーズ公式チャンネルにて配信 |
| 2022年 | 11月26日 | 【Liella!】TVアニメ『ラブライブ！スーパースター!!』2期第６話挿入歌「ビタミンSUMMER！」Dance Practice                                                                       | Liella!                                              | YouTubeのラブライブ!シリーズ公式チャンネルにて配信 |
| 2022年 | 11月30日 | 【Liella!】TVアニメ『ラブライブ！スーパースター!!』2期第８話挿入歌「Chance Day, Chance Way！」Dance Practice                                                               | Liella!                                              | YouTubeのラブライブ!シリーズ公式チャンネルにて配信 |
| 2023年 | 1月3日   | ラブライブ！シリーズ新年会 ～新年に『なってしまった！』今年も『ユメ+ミライ＝無限大』みんなの『夢が僕らの太陽さ』2023年も『WE WILL!!』SP～                                  | 伊達さゆり、鈴原希実                                 | YouTubeのラブライブ!シリーズ公式チャンネルにて配信 |
| 2023年 | 2月2日   | ラブライブ！スクールアイドルフェスティバル2 MIRACLE LIVE!生放送 情報盛りだくさんでお届け♪SP                                                                                | Liyuu                                                | YouTubeのラブライブ!シリーズ公式チャンネルにて配信 |
| 2023年 | 4月1日   | オニフェッショナル 仕事の流儀 | Liella!                                              | YouTubeのラブライブ!シリーズ公式チャンネルにて4月1日限定で配信 （4月2日以降は配信終了のため閲覧不可） 本編内にZOZOの箱がぼかしなしで登場、これがZOZOTOWNコラボの伏線となる |
| 2023年 | 4月7日   | ラブライブ！スクールアイドルフェスティバル2 MIRACLE LIVE! リリース直前番組 一緒にシャンシャンはじめよう♪SP #1                                                              | 青山なぎさ、絵森 彩                                  | YouTubeのラブライブ!シリーズ公式チャンネル、バンダイチャンネル、bilibili動画にて配信、TOKYO MXとBS日テレで同時放送                                                         |
| 2023年 | 4月14日  | ラブライブ！スクールアイドルフェスティバル2 MIRACLE LIVE! リリース直前番組 一緒にシャンシャンはじめよう♪SP #2                                                              | 青山なぎさ、絵森 彩                                  | YouTubeのラブライブ!シリーズ公式チャンネル、バンダイチャンネル、bilibili動画にて配信、TOKYO MXとBS日テレで同時放送                                                         |
| 2024年 | 1月3日   | ラブライブ！シリーズ新年会 ～新年に『どんなときもずっと』『キミノタメボクノタメ』みんなで『わちゅごなどぅー』で『Jump Into the New World!!』準備はOK!?『On your mark』SP～ | 大熊和奏、結那                                       | YouTubeのラブライブ!シリーズ公式チャンネルで配信 |

### 地上波テレビ

#### Liella!のちゅーとりえら!!
2025年4月3日から5月1日まで、日本テレビ（関東ローカル、放送区域外ではTVerでの見逃し配信が視聴可能）にて毎週木曜日の24時59分（金曜日の0時59分）から放送（全5回）。ラブライブ！シリーズとしては、初の地上波冠番組となり、Liella!の魅力を知ってもらえるよう、様々なことを学び、トレーニングしていく番組。MCは、タイムマシーン3号が担当。
放送ごとに1番輝いた、爪あとを残せたメンバーを「MV〇（〇の部分は毎回異なる）」として表彰し、選ばれたメンバーには「バ」「ラ」「エ」「テ」のバッジが与えられるが、最後の一つである「ィ」のバッジは、7月5日・6日にLaLa arena TOKYO-BAYで開催された「Liella!のちゅーとりえらいぶ！」内で決定した。
| 第1回（バ）                | 青山なぎさ   |
| 第2回（ラ）                | 大熊和奏     |
| 第3回（エ）                | 岬なこ       |
| 第4・5回（テ）             | ペイトン尚未 |
| ちゅーとりえらいぶ！（ィ） | 結那         |

### Webラジオ

#### リエラジ
2021年2月16日から、YouTubeのラブライブ!シリーズ公式チャンネルにて、毎週火曜日の18時に配信されている。パーソナリティは、隔週で入れ替わりで担当している。
ラブライブ！スーパースター!! Liella! 結ヶ丘女子高等学校RADIO!!!（仮）
2021年2月16日から2021年5月4日まで配信。2021年5月4日配信で正式タイトルが『ラブライブ！スーパースター!! 結女放課後放送局 リエラジ!』に決定した。
ラブライブ！スーパースター!! 結女放課後放送局 リエラジ!
2021年5月11日から2024年4月16日まで配信。2022年6月21日配信の第69回から2期生が、2023年6月20日配信の第121回から3期生が参加することになった。
ラブライブ！スーパースター!! 結女ランチタイム放送局 リエラジ！
2024年4月23日から配信。配信時間を毎週火曜日の12時に変更。2025年4月8日配信の第215回から、伊達さゆり、坂倉花がメインMCを担当。
| #                                                                  | 配信日                                                             | 出演者                                                             | ゲスト                                                             | 備考                                                                                      |
| ラブライブ！スーパースター! Liella! 結ヶ丘女子高等学校RADIO!（仮） | ラブライブ！スーパースター! Liella! 結ヶ丘女子高等学校RADIO!（仮） | ラブライブ！スーパースター! Liella! 結ヶ丘女子高等学校RADIO!（仮） | ラブライブ！スーパースター! Liella! 結ヶ丘女子高等学校RADIO!（仮） | ラブライブ！スーパースター! Liella! 結ヶ丘女子高等学校RADIO!（仮）                        |
| ------------------------------------------------------------------ | ------------------------------------------------------------------ | ------------------------------------------------------------------ | ------------------------------------------------------------------ | ----------------------------------------------------------------------------------------- |
| 1 - 2                                                              | 2021年2月16日 - 2021年2月23日                                      | 1期メンバー5人                                                     |                                                                    |                                                                                           |
| 3 - 4                                                              | 2021年3月2日 - 2021年3月9日                                        | 伊達さゆり、Liyuu、岬 なこ                                         |                                                                    |                                                                                           |
| 5 - 6                                                              | 2021年3月16日 - 2021年3月23日                                      | 伊達さゆり、ペイトン尚未、青山なぎさ                               |                                                                    |                                                                                           |
| 7 - 8                                                              | 2021年3月30日 - 2021年4月6日                                       | 伊達さゆり、Liyuu、青山なぎさ                                      |                                                                    |                                                                                           |
| 9                                                                  | 2021年4月13日                                                      | 伊達さゆり、岬 なこ、ペイトン尚未                                  |                                                                    |                                                                                           |
| 10 - 11                                                            | 2021年4月20日 - 2021年4月27日                                      | 伊達さゆり、岬 なこ、青山なぎさ                                    |                                                                    |                                                                                           |
| 12                                                                 | 2021年5月4日                                                       | 伊達さゆり、Liyuu、ペイトン尚未                                    |                                                                    | 番組タイトル決定                                                                          |
| ラブライブ！スーパースター! 結女放課後放送局 リエラジ!             |                                                                    |                                                                    |                                                                    |                                                                                           |
| 13                                                                 | 2021年5月11日                                                      | 伊達さゆり、Liyuu、ペイトン尚未                                    |                                                                    |                                                                                           |
| 14 - 15                                                            | 2021年5月18日 - 2021年5月25日                                      | 伊達さゆり、岬 なこ、ペイトン尚未                                  |                                                                    |                                                                                           |
| 16 - 17                                                            | 2021年6月1日 - 2021年6月8日                                        | 伊達さゆり、Liyuu、青山なぎさ                                      |                                                                    |                                                                                           |
| 18 - 19                                                            | 2021年6月15日 - 2021年6月22日                                      | 伊達さゆり、ペイトン尚未、青山なぎさ                               |                                                                    |                                                                                           |
| -                                                                  | 2021年6月29日                                                      | 【総集編】                                                         |                                                                    | ～Li絵lla!日記 総まとめ～                                                                 |
| -                                                                  | 2021年7月6日                                                       | 【総集編】                                                         |                                                                    | ～厳選！思い出総まとめ～                                                                  |
| 20 - 21                                                            | 2021年7月13日 - 2021年7月20日                                      | 伊達さゆり、岬 なこ、青山なぎさ                                    |                                                                    |                                                                                           |
| 22 - 23                                                            | 2021年7月27日 - 2021年8月3日                                       | 伊達さゆり、Liyuu、岬 なこ                                         |                                                                    |                                                                                           |
| 24 - 25                                                            | 2021年8月10日 - 2021年8月17日                                      | 伊達さゆり、Liyuu、青山なぎさ                                      |                                                                    |                                                                                           |
| 26 - 27                                                            | 2021年8月24日 - 2021年8月31日                                      | 伊達さゆり、岬 なこ、ペイトン尚未                                  |                                                                    |                                                                                           |
| 28 - 29                                                            | 2021年9月7日 - 2021年9月14日                                       | 伊達さゆり、ペイトン尚未、青山なぎさ                               |                                                                    |                                                                                           |
| 30 - 31                                                            | 2021年9月21日 - 2021年9月28日                                      | 伊達さゆり、Liyuu、岬 なこ                                         |                                                                    |                                                                                           |
| 32 - 33                                                            | 2021年10月5日 - 2021年10月12日                                     | 伊達さゆり、岬 なこ、青山なぎさ                                    |                                                                    |                                                                                           |
| 34 - 35                                                            | 2021年10月19日 - 2021年10月27日                                    | 伊達さゆり、Liyuu、ペイトン尚未                                    |                                                                    |                                                                                           |
| 36 - 37                                                            | 2021年11月2日 - 2021年11月9日                                      | 伊達さゆり、岬 なこ、青山なぎさ                                    |                                                                    |                                                                                           |
| 38 - 39                                                            | 2021年11月16日 - 2021年11月23日                                    | 伊達さゆり、ペイトン尚未、青山なぎさ                               |                                                                    |                                                                                           |
| 40                                                                 | 2021年11月30日                                                     | 伊達さゆり、岬 なこ、ペイトン尚未                                  |                                                                    |                                                                                           |
| 41                                                                 | 2021年12月7日                                                      | 伊達さゆり、岬 なこ、ペイトン尚未                                  | 結木ゆな、吉武千颯                                                 |                                                                                           |
| 42                                                                 | 2021年12月14日                                                     | 伊達さゆり、Liyuu、青山なぎさ                                      |                                                                    |                                                                                           |
| 43                                                                 | 2021年12月21日                                                     | 伊達さゆり、Liyuu、青山なぎさ                                      | 結木ゆな、吉武千颯                                                 |                                                                                           |
| 44 - 45                                                            | 2021年12月28日 - 2022年1月4日                                      | 伊達さゆり、Liyuu、岬 なこ                                         |                                                                    |                                                                                           |
| 46 - 47                                                            | 2022年1月11日 - 2022年1月18日                                      | 伊達さゆり、Liyuu、ペイトン尚未                                    |                                                                    |                                                                                           |
| 48                                                                 | 2022年1月25日                                                      | 伊達さゆり、岬 なこ、青山なぎさ                                    |                                                                    |                                                                                           |
| 49                                                                 | 2022年2月1日                                                       | 伊達さゆり、岬 なこ、青山なぎさ                                    | 結木ゆな、吉武千颯                                                 |                                                                                           |
| 50                                                                 | 2022年2月8日                                                       | 伊達さゆり、Liyuu、ペイトン尚未                                    | 結木ゆな、吉武千颯                                                 |                                                                                           |
| 51 - 52                                                            | 2022年2月15日 - 2022年2月22日                                      | 伊達さゆり、Liyuu、ペイトン尚未、青山なぎさ                        |                                                                    | 1月29日にサンリオピューロランド エンターテイメントホールで行われた公開録音の内容          |
| 53                                                                 | 2022年3月1日                                                       | 伊達さゆり、ペイトン尚未、青山なぎさ                               |                                                                    |                                                                                           |
| 54 - 55                                                            | 2022年3月8日 - 2022年3月15日                                       | Liyuu、岬 なこ、青山なぎさ                                         |                                                                    |                                                                                           |
| 56 - 57                                                            | 2022年3月22日 - 2022年3月29日                                      | Liyuu、岬 なこ、ペイトン尚未                                       |                                                                    |                                                                                           |
| 58 - 59                                                            | 2022年4月5日 - 2022年4月12日                                       | 伊達さゆり、Liyuu、青山なぎさ                                      |                                                                    |                                                                                           |
| 60 - 61                                                            | 2022年4月19日 - 2022年4月26日                                      | 岬 なこ、ペイトン尚未、青山なぎさ                                  |                                                                    |                                                                                           |
| 62 - 63                                                            | 2022年5月3日 - 2022年5月10日                                       | 伊達さゆり、Liyuu、岬 なこ                                         |                                                                    |                                                                                           |
| 64 - 65                                                            | 2022年5月17日 - 2022年5月24日                                      | Liyuu、ペイトン尚未、青山なぎさ                                    |                                                                    |                                                                                           |
| 66 - 68                                                            | 2022年5月31日 - 2022年6月14日                                      | 伊達さゆり、岬 なこ、ペイトン尚未                                  |                                                                    |                                                                                           |
| 69 - 70                                                            | 2022年6月21日 - 2022年6月28日                                      | Liyuu、青山なぎさ、薮島朱音、絵森 彩                               |                                                                    | 今回より2期生が参加                                                                       |
| 71 - 72                                                            | 2022年7月5日 - 2022年7月12日                                       | 伊達さゆり、岬なこ、鈴原希実、大熊和奏                             |                                                                    |                                                                                           |
| 73 - 74                                                            | 2022年7月19日 - 2022年7月26日                                      | ペイトン尚未、青山なぎさ、鈴原希実、薮島朱音                       |                                                                    |                                                                                           |
| 75 - 76                                                            | 2022年8月2日 - 2022年8月9日                                        | 岬 なこ、青山なぎさ、大熊和奏、絵森 彩                             |                                                                    |                                                                                           |
| 77 - 78                                                            | 2022年8月16日 - 2022年8月23日                                      | ペイトン尚未、鈴原希実、絵森 彩                                    |                                                                    |                                                                                           |
| 79 - 80                                                            | 2022年8月30日 - 2022年9月6日                                       | Liyuu、岬 なこ、薮島朱音、大熊和奏                                 |                                                                    |                                                                                           |
| 81 - 82                                                            | 2022年9月13日 - 2022年9月20日                                      | 伊達さゆり、Liyuu、薮島朱音、絵森 彩                               |                                                                    |                                                                                           |
| 83 - 84                                                            | 2022年9月27日 - 2022年10月4日                                      | ペイトン尚未、青山なぎさ、鈴原希実、大熊和奏                       |                                                                    |                                                                                           |
| 85 - 86                                                            | 2022年10月11日 - 2022年10月18日                                    | 岬 なこ、ペイトン尚未、鈴原希実、薮島朱音                          |                                                                    |                                                                                           |
| 87 - 88                                                            | 2022年10月25日 - 2022年11月1日                                     | 伊達さゆり、青山なぎさ、大熊和奏、絵森 彩                          |                                                                    |                                                                                           |
| 89 - 90                                                            | 2022年11月8日 - 2022年11月15日                                     | Liyuu、青山なぎさ、鈴原希実、絵森 彩                               |                                                                    |                                                                                           |
| 91 - 92                                                            | 2022年11月22日 - 2022年11月29日                                    | 伊達さゆり、岬 なこ、薮島朱音、大熊和奏                            | 結那                                                               |                                                                                           |
| 93 - 94                                                            | 2022年12月6日 - 2022年12月13日                                     | Liyuu、ペイトン尚未、薮島朱音、絵森 彩                             |                                                                    |                                                                                           |
| 95 - 96                                                            | 2022年12月20日 - 2022年12月27日                                    | 岬 なこ、青山なぎさ、鈴原希実、大熊和奏                            |                                                                    |                                                                                           |
| 97 - 98                                                            | 2023年1月3日 - 2023年1月10日                                       | 伊達さゆり、ペイトン尚未、鈴原希実、薮島朱音                       |                                                                    |                                                                                           |
| 99 - 100                                                           | 2023年1月17日 - 2023年1月24日                                      | Liyuu、青山なぎさ、薮島朱音、絵森 彩                               |                                                                    |                                                                                           |
| 101 - 102                                                          | 2023年1月31日 - 2023年2月7日                                       | 伊達さゆり、岬 なこ、鈴原希実、大熊和奏                            |                                                                    |                                                                                           |
| 103 - 104                                                          | 2023年2月14日 - 2023年2月21日                                      | Liyuu、ペイトン尚未、籔島朱音、絵森 彩                             |                                                                    |                                                                                           |
| 105 - 106                                                          | 2023年2月28日 - 2023年3月7日                                       | 伊達さゆり、青山なぎさ、鈴原希実、大熊和奏                         |                                                                    |                                                                                           |
| 107 - 108                                                          | 2023年3月14日 - 2023年3月21日                                      | ペイトン尚未、青山なぎさ、鈴原希実、絵森 彩                        |                                                                    |                                                                                           |
| 109 - 110                                                          | 2023年3月28日 - 2023年4月4日                                       | Liyuu、岬 なこ、薮島朱音、大熊和奏                                 |                                                                    |                                                                                           |
| 111                                                                | 2023年4月11日                                                      | 伊達さゆり、岬 なこ、薮島朱音、絵森 彩                             |                                                                    |                                                                                           |
| 112 - 113                                                          | 2023年4月18日 - 2023年4月25日                                      | 2期メンバー4人                                                     |                                                                    | 4月9日にサンリオピューロランド エンターテイメントホールで開催された2期生の公開録音の内容  |
| 114                                                                | 2023年5月2日                                                       | Liyuu、ペイトン尚未、鈴原希実、大熊和奏                            |                                                                    |                                                                                           |
| 115 - 116                                                          | 2023年5月9日 - 2023年5月16日                                       | 岬 なこ、青山なぎさ、鈴原希実、薮島朱音                            |                                                                    |                                                                                           |
| 117 - 118                                                          | 2023年5月23日 - 2023年5月30日                                      | 伊達さゆり、ペイトン尚未、大熊和奏、絵森 彩                        |                                                                    |                                                                                           |
| 119 - 120                                                          | 2023年6月6日 - 2023年6月13日                                       | Liyuu、青山なぎさ、薮島朱音、絵森 彩                               |                                                                    |                                                                                           |
| 121 - 122                                                          | 2023年6月20日 - 2023年6月27日                                      | 伊達さゆり、鈴原希実、結那、坂倉 花                                |                                                                    | 今回より3期生が参加                                                                       |
| 123 - 124                                                          | 2023年7月4日 - 2023年7月11日                                       | Liyuu、薮島朱音、結那、坂倉 花                                     |                                                                    |                                                                                           |
| 125 - 126                                                          | 2023年7月18日 - 2023年7月25日                                      | 岬 なこ、結那、坂倉 花                                             |                                                                    | 青山は体調不良のためお休み                                                                |
| 127 - 128                                                          | 2023年8月1日 - 2023年8月8日                                        | ペイトン尚未、大熊和奏、結那、坂倉 花                              |                                                                    |                                                                                           |
| 129 - 130                                                          | 2023年8月15日 - 2023年8月22日                                      | 鈴原希実、絵森 彩、結那、坂倉 花                                   |                                                                    |                                                                                           |
| 131 - 132                                                          | 2023年8月29日 - 2023年9月5日                                       | 伊達さゆり、薮島朱音、結那、坂倉 花                                |                                                                    |                                                                                           |
| 133 - 134                                                          | 2023年9月12日 - 2023年9月19日                                      | Liyuu、ペイトン尚未、結那、坂倉 花                                 |                                                                    |                                                                                           |
| 135 - 136                                                          | 2023年9月26日 - 2023年10月3日                                      | 青山なぎさ、大熊和奏、結那、坂倉 花                                |                                                                    |                                                                                           |
| 137 - 138                                                          | 2023年10月10日 - 2023年10月17日                                    | 岬 なこ、鈴原希実、結那、坂倉 花                                   |                                                                    |                                                                                           |
| 139 - 140                                                          | 2023年10月24日 - 2023年10月31日                                    | Liyuu、絵森 彩、結那、坂倉 花                                      |                                                                    |                                                                                           |
| 141 - 142                                                          | 2023年11月7日 - 2023年11月14日                                     | 伊達さゆり、ペイトン尚未、結那、坂倉 花                            |                                                                    |                                                                                           |
| 143 - 144                                                          | 2023年11月21日 - 2023年11月28日                                    | 薮島朱音、大熊和奏、結那、坂倉 花                                  |                                                                    |                                                                                           |
| 145 - 146                                                          | 2023年12月5日 - 2023年12月12日                                     | 岬 なこ、絵森 彩、結那、坂倉 花                                    |                                                                    |                                                                                           |
| 147 - 148                                                          | 2023年12月19日 - 2023年12月26日                                    | 鈴原希実、結那、坂倉 花                                            |                                                                    | 青山は体調不良のためお休み                                                                |
| 149 - 150                                                          | 2024年1月2日 - 2024年1月9日                                        | 伊達さゆり、大熊和奏、結那、坂倉 花                                |                                                                    |                                                                                           |
| 151 - 152                                                          | 2024年1月16日 - 2024年1月23日                                      | Liyuu、絵森 彩、結那、坂倉 花                                      |                                                                    |                                                                                           |
| 153 - 154                                                          | 2024年1月30日 - 2024年2月6日                                       | 薮島朱音、結那、坂倉 花                                            |                                                                    | 岬は体調不良のためお休み                                                                  |
| 155 - 156                                                          | 2024年2月13日 - 2024年2月20日                                      | ペイトン尚未、鈴原希実、結那、坂倉 花                              |                                                                    |                                                                                           |
| 157 - 158                                                          | 2024年2月27日 - 2024年3月5日                                       | 青山なぎさ、大熊和奏、結那、坂倉 花                                |                                                                    |                                                                                           |
| 159 - 160                                                          | 2024年3月12日 - 2024年3月19日                                      | 伊達さゆり、Liyuu、結那、坂倉 花                                   |                                                                    |                                                                                           |
| 161 - 162                                                          | 2024年3月26日 - 2024年4月2日                                       | 岬 なこ、絵森 彩、結那、坂倉 花                                    |                                                                    |                                                                                           |
| 163 - 164                                                          | 2024年4月9日 - 2024年4月16日                                       | 鈴原希実、大熊和奏、結那、坂倉 花                                  |                                                                    |                                                                                           |
| ラブライブ！スーパースター! 結女ランチタイム放送局 リエラジ！      |                                                                    |                                                                    |                                                                    |                                                                                           |
| 165 - 166                                                          | 2024年4月23日 - 2024年4月30日                                      | 伊達さゆり、ペイトン尚未、薮島朱音                                 |                                                                    |                                                                                           |
| 167 - 168                                                          | 2024年5月7日 - 2024年5月14日                                       | Liyuu、青山なぎさ、結那                                            |                                                                    |                                                                                           |
| 169                                                                | 2024年5月21日                                                      | 岬 なこ、鈴原希実、大熊和奏、絵森 彩、坂倉 花                      |                                                                    |                                                                                           |
| -                                                                  | 2024年5月25日                                                      | 岬 なこ、薮島朱音、結那、坂倉 花                                   |                                                                    | 5月11日にサンリオピューロランド エンターテイメントホールで開催された公開録音(第1部)の内容 |
| 170                                                                | 2024年5月28日                                                      | 岬 なこ、鈴原希実、大熊和奏、絵森 彩、坂倉 花                      |                                                                    |                                                                                           |
| -                                                                  | 2024年6月1日                                                       | 岬 なこ、薮島朱音、結那、坂倉 花                                   |                                                                    | 5月11日にサンリオピューロランド エンターテイメントホールで開催された公開録音(第2部)の内容 |
| 171 - 172                                                          | 2024年6月4日 - 2024年6月11日                                       | 伊達さゆり、ペイトン尚未、薮島朱音                                 |                                                                    |                                                                                           |
| 173 - 174                                                          | 2024年6月18日 - 2024年6月25日                                      | Liyuu、青山なぎさ、結那                                            |                                                                    |                                                                                           |
| 175 - 176                                                          | 2024年7月2日 - 2024年7月9日                                        | 岬 なこ、鈴原希実、大熊和奏、絵森 彩、坂倉 花                      |                                                                    |                                                                                           |
| 177 - 178                                                          | 2024年7月16日 - 2024年7月23日                                      | 伊達さゆり、ペイトン尚未、薮島朱音                                 |                                                                    |                                                                                           |
| 179 - 180                                                          | 2024年7月30日 - 2024年8月6日                                       | Liyuu、青山なぎさ、結那                                            |                                                                    |                                                                                           |
| 181 - 182                                                          | 2024年8月13日 - 2024年8月20日                                      | 岬 なこ、鈴原希実、大熊和奏、絵森 彩、坂倉 花                      |                                                                    |                                                                                           |
| 183 - 184                                                          | 2024年8月27日 - 2024年9月3日                                       | 伊達さゆり、薮島朱音、坂倉 花                                      |                                                                    |                                                                                           |
| 185 - 186                                                          | 2024年9月10日 - 2024年9月17日                                      | 岬 なこ、ペイトン尚未、結那                                        |                                                                    |                                                                                           |
| 187 - 188                                                          | 2024年9月24日 - 2024年10月1日                                      | 伊達さゆり、鈴原希実、坂倉 花                                      |                                                                    |                                                                                           |
| 189 - 190                                                          | 2024年10月8日 - 2024年10月15日                                     | ペイトン尚未、大熊和奏、結那                                       |                                                                    |                                                                                           |
| 191 - 192                                                          | 2024年10月22日 - 2024年10月29日                                    | 青山なぎさ、薮島朱音、絵森 彩                                      |                                                                    |                                                                                           |
| 193 - 194                                                          | 2024年11月5日 - 2024年11月12日                                     | 伊達さゆり、大熊和奏、坂倉 花                                      |                                                                    |                                                                                           |
| 195 - 196                                                          | 2024年11月19日 - 2024年11月26日                                    | 岬 なこ、青山なぎさ、結那                                          |                                                                    |                                                                                           |
| 197 - 198                                                          | 2024年12月3日 - 2024年12月10日                                     | Liyuu、鈴原希実、薮島朱音                                          |                                                                    |                                                                                           |
| 199 - 200                                                          | 2024年12月17日 - 2024年12月24日                                    | 伊達さゆり、絵森 彩、結那                                          |                                                                    |                                                                                           |
| 201 - 202                                                          | 2024年12月31日 - 2025年1月7日                                      | ペイトン尚未、青山なぎさ、坂倉 花                                  |                                                                    |                                                                                           |
| 203 - 204                                                          | 2025年1月14日 - 2025年1月21日                                      | 結那、坂倉 花                                                      |                                                                    |                                                                                           |
| 205 - 206                                                          | 2025年1月28日 - 2025年2月4日                                       | 鈴原希実、薮島朱音、大熊和奏、絵森 彩                              |                                                                    |                                                                                           |
| 207 - 208                                                          | 2025年2月11日 - 2025年2月18日                                      | 伊達さゆり、Liyuu、岬 なこ、ペイトン尚未、青山なぎさ               |                                                                    |                                                                                           |
| 209 - 210                                                          | 2025年2月25日 - 2025年3月4日                                       | 伊達さゆり、岬 なこ、鈴原希実、結那                                |                                                                    |                                                                                           |
| 211 - 212                                                          | 2025年3月11日 - 2025年3月18日                                      | Liyuu、大熊和奏、絵森 彩                                           |                                                                    |                                                                                           |
| 213 - 214                                                          | 2025年3月25日 - 2025年4月1日                                       | ペイトン尚未、青山なぎさ、薮島朱音、坂倉 花                        |                                                                    |                                                                                           |
| 215 - 216                                                          | 2025年4月8日 - 2025年4月15日                                       | 伊達さゆり、坂倉 花                                                |                                                                    |                                                                                           |
| 217 - 218                                                          | 2025年4月22日 - 2025年4月29日                                      | 伊達さゆり、坂倉 花                                                | 岬 なこ                                                            |                                                                                           |
| 219 - 220                                                          | 2025年5月6日 - 2025年5月13日                                       | 伊達さゆり、坂倉 花                                                | Liyuu                                                              |                                                                                           |
| 221 - 222                                                          | 2025年5月20日 - 2025年5月27日                                      | 伊達さゆり、坂倉 花                                                | 鈴原希実                                                           |                                                                                           |
| 223 - 224                                                          | 2025年6月3日 - 2025年6月10日                                       | 伊達さゆり、坂倉 花                                                | 大熊和奏                                                           |                                                                                           |
| 225 - 226                                                          | 2025年6月17日 - 2025年6月24日                                      | 伊達さゆり                                                         | 鈴原希実、薮島朱音                                                 | 坂倉は活動休止中のためお休み                                                              |
| 227 - 228                                                          | 2025年7月1日 - 2025年7月8日                                        | 伊達さゆり                                                         | Liyuu、ペイトン尚未                                                | 坂倉は活動休止中のためお休み                                                              |
| 229 - 230                                                          | 2025年7月15日 - 2025年7月22日                                      | 伊達さゆり                                                         | 鈴原希実、結那                                                     | 坂倉は活動休止中のためお休み                                                              |
| 231 - 232                                                          | 2025年7月29日 - 2025年8月5日                                       | 伊達さゆり                                                         | 岬 なこ、絵森 彩                                                   | 坂倉は活動休止中のためお休み                                                              |

### 地上波ラジオ

#### What a Wonderful Radio!!
2022年4月5日より、TOKYO FMにて毎週火曜日21:00~21:30の30分間、嵐 千砂都役・岬 なこと、葉月 恋役・青山なぎさによるラジオ番組がスタート。
4月12日放送分冒頭で番組公式ハッシュタグが「#なこなぎラジオ」と決まった。
Liella!メンバーがゲストとして出演の回はSNSのハッシュタグが「＃なこなぎ○○ラジオ」となるのが恒例になった。
2024年4月2日から、パーソナリティが結那と坂倉花に交代。番組公式ハッシュタグも「#ゆいさくラジオ」に変更された。9月24日をもって終了。
| #         | 放送日                          | 出演者                      | ゲスト                | 備考                                                                                     |
| --------- | ------------------------------- | --------------------------- | --------------------- | ---------------------------------------------------------------------------------------- |
| 1 - 10    | 2022年4月5日 - 2022年6月7日     | 岬 なこ、青山なぎさ         |                       |                                                                                          |
| 11        | 2022年6月14日                   | 岬 なこ、青山なぎさ         | 伊達さゆり            |                                                                                          |
| 12 - 20   | 2022年6月21日 - 2022年8月16日   | 岬 なこ、青山なぎさ         |                       |                                                                                          |
| 21 - 22   | 2022年8月23日 - 2022年8月30日   | 岬 なこ、鈴原希実、大熊和奏 |                       | 青山なぎさはコロナに感染した影響で休養期間に入ったため、代打で大熊和奏、鈴原希実が出演。 |
| 23 - 28   | 2022年9月6日 - 2022年10月11日   | 岬 なこ、青山なぎさ         |                       |                                                                                          |
| 29        | 2022年10月18日                  | 岬 なこ、青山なぎさ         | Liyuu                 |                                                                                          |
| 30 - 32   | 2022年10月25日 - 2022年11月8日  | 岬 なこ、青山なぎさ         |                       |                                                                                          |
| 33        | 2022年11月15日                  | 岬 なこ、青山なぎさ         | ペイトン尚未          |                                                                                          |
| 34 - 37   | 2022年11月22日 - 2022年12月13日 | 岬 なこ、青山なぎさ         |                       |                                                                                          |
| 38        | 2022年12月20日                  | 岬 なこ、青山なぎさ         | 絵森 彩               |                                                                                          |
| 39 - 40   | 2022年12月27日 - 2023年1月3日   | 岬 なこ、青山なぎさ         |                       |                                                                                          |
| 41        | 2023年1月10日                   | 岬 なこ、青山なぎさ         | 薮島朱音              |                                                                                          |
| 42 - 45   | 2023年1月17日 - 2023年2月7日    | 岬 なこ、青山なぎさ         |                       |                                                                                          |
| 46        | 2023年2月14日                   | 岬 なこ、青山なぎさ         | 大熊和奏              |                                                                                          |
| 47 - 54   | 2023年2月21日 - 2023年4月11日   | 岬 なこ、青山なぎさ         |                       |                                                                                          |
| 55        | 2023年4月18日                   | 岬 なこ、青山なぎさ         | 鈴原希実              |                                                                                          |
| 56 - 62   | 2023年4月25日 - 2023年6月6日    | 岬 なこ、青山なぎさ         |                       |                                                                                          |
| 63        | 2023年6月13日                   | 岬 なこ、青山なぎさ         | ペイトン尚未          |                                                                                          |
| 64 - 70   | 2023年6月20日 - 2023年8月1日    | 岬 なこ、青山なぎさ         |                       |                                                                                          |
| 71        | 2023年8月8日                    | 岬 なこ、青山なぎさ         | 薮島朱音              |                                                                                          |
| 72        | 2023年8月15日                   | 岬 なこ、青山なぎさ         |                       |                                                                                          |
| 73        | 2023年8月22日                   | 岬 なこ、青山なぎさ         | 坂倉 花               |                                                                                          |
| 74        | 2023年8月29日                   | 岬 なこ、青山なぎさ         | 結那                  |                                                                                          |
| 75 - 80   | 2023年9月5日 - 2023年10月10日   | 岬 なこ、青山なぎさ         |                       |                                                                                          |
| 81        | 2023年10月17日                  | 岬 なこ、青山なぎさ         | 伊達さゆり            |                                                                                          |
| 82 - 88   | 2023年10月24日 - 2023年12月5日  | 岬 なこ、青山なぎさ         |                       |                                                                                          |
| 89        | 2023年12月12日                  | 岬 なこ、青山なぎさ         | 絵森 彩               |                                                                                          |
| 90        | 2023年12月19日                  | 岬 なこ、青山なぎさ         |                       |                                                                                          |
| 91 - 92   | 2023年12月26日 - 2024年1月2日   | 岬 なこ、鈴原希美           |                       | 青山なぎさは体調不良でお休みのため、代打で鈴原希美が出演。                               |
| 93 - 95   | 2024年1月9日 - 2024年1月23日    | 岬 なこ、青山なぎさ         |                       |                                                                                          |
| 96        | 2024年1月30日                   | 岬 なこ、青山なぎさ         | Liyuu                 |                                                                                          |
| 97 - 98   | 2024年2月6日 - 2024年2月13日    | 岬 なこ、結那               |                       | 青山なぎさは体調不良でお休みのため、代打で結那が出演。                                   |
| 99 - 104  | 2024年2月20日 - 2024年3月26日   | 岬 なこ、青山なぎさ         |                       |                                                                                          |
| 105 - 106 | 2024年4月2日 - 2024年4月9日     | 結那、坂倉 花               |                       |                                                                                          |
| 107       | 2024年4月16日                   | 結那、坂倉 花               | 伊達さゆり            |                                                                                          |
| 108 - 114 | 2024年4月23日 - 2024年6月4日    | 結那、坂倉 花               |                       |                                                                                          |
| 115       | 2024年6月11日                   | 結那、坂倉 花               | ペイトン尚未、絵森 彩 |                                                                                          |
| 116 - 118 | 2024年6月18日 - 2024年7月2日    | 結那、坂倉 花               |                       |                                                                                          |
| 119       | 2024年7月9日                    | 結那、坂倉 花               | Liyuu、大熊和奏       |                                                                                          |
| 120 - 122 | 2024年7月16日 - 2024年7月30日   | 結那、坂倉 花               |                       |                                                                                          |
| 123       | 2024年8月6日                    | 結那、坂倉 花               | 鈴原希美、薮島朱音    |                                                                                          |
| 124 - 125 | 2024年8月13日 - 2024年8月20日   | 結那、坂倉 花               |                       |                                                                                          |
| 126       | 2024年8月27日                   | 結那、坂倉 花               | 岬 なこ、青山なぎさ   |                                                                                          |
| 127 - 130 | 2024年9月3日 - 2024年9月24日    | 結那、坂倉 花               |                       |                                                                                          |

#### ラブライブ！スーパースター!! Liella!のスパスタラジオ
2025年6月24日より、文化放送で放送されている「レコメン！」内の毎週火曜日 22時40分～22時50分頃に、Liella!のキャストがパーソナリティを担当するラジオ番組が放送開始。放送後には、本編とは異なる内容のスペシャルトークをポッドキャストで配信。

### ゲスト出演

#### 地上波・BSテレビ番組
|        | 放送日   | タイトル                                                                                                 | 放送局                    | 出演者                                               | 備考                                                                                  |
| ------ | -------- | --- | ------------------------- | ---------------------------------------------------- | ------------------------------------------------------------------------------------- |
| 2021年 | 3月22日  | SONGS OF TOKYO ラブライブ！シリーズ SP                                                                   | NHKワールドJAPAN          | Liella!                                              | トーク出演                                                                            |
| 2021年 | 3月28日  | SONGS OF TOKYO ラブライブ！シリーズ SP                                                                   | NHK総合                   | Liella!                                              | トーク出演                                                                            |
| 2021年 | 5月8日   | シブヤノオト                                                                                             | NHK総合                   | Liella!                                              | トーク生放送出演 歌唱曲：始まりは君の空                                               |
| 2021年 | 6月28日  | アニソン！プレミアム！『ラブライブ！SP』                                                                 | NHK総合                   | Liella!                                              | 歌唱曲：始まりは君の空                                                                |
| 2021年 | 8月11日  | アニソン！プレミアム！『ラブライブSP E+』                                                                | NHK Eテレ                 | Liella!                                              | 歌唱曲：私のSymphony                                                                  |
| 2021年 | 8月15日  | オダイバ!!超次元音楽祭〜Z世代のスター⼤集合SP〜                                                          | フジテレビ                | Liella!                                              | 歌唱曲：始まりは君の空                                                                |
| 2021年 | 8月20日  | オダイバ!!超次元音楽祭〜Z世代のスター⼤集合SP〜 ディレクターズカット版                                   | フジテレビTWO / TWO Smart | Liella!                                              | 歌唱曲：始まりは君の空                                                                |
| 2021年 | 10月9日  | シブヤノオト and more FES.2021                                                                           | NHK総合                   | Liella!                                              | 歌唱曲：START!! True dreams                                                           |
| 2021年 | 12月8日  | 2021 FNS歌謡祭 第2夜                                                                                     | フジテレビ                | Liella!                                              | 歌唱曲：未来予報ハレルヤ!                                                             |
| 2022年 | 2月27日  | LoveLive! Series Presents COUNTDOWN LoveLive! 2021→2022 〜LIVE with a smile!〜                           | フジテレビTWO             | Liella!                                              | 特別座談会出演：青山なぎさ                                                            |
| 2022年 | 3月19日  | オダイバ!!超次元音楽祭－ヨコハマからハッピーバレンタインフェス2022－                                     | フジテレビ                | Liella!                                              |                                                                                       |
| 2022年 | 3月27日  | オダイバ!!超次元音楽祭－ヨコハマからハッピーバレンタインフェス2022－                                     | フジテレビTWO             | Liella!                                              | ディレクターズカット版                                                                |
| 2022年 | 4月11日  | J-MELO                                                                                                   | NHKワールドJAPAN          | Liella!                                              | 歌唱曲： What a Wonderful Dream!! ノンフィクション!!                                  |
| 2022年 | 9月4日   | ラブライブ！スーパースター!! Liella! 2nd LoveLive! ～What a Wonderful Dream!!～ with Yuigaoka Girls Band | フジテレビTWO             | Liella!                                              | 撮り下ろし映像出演：岬、ペイトン、青山                                                |
| 2022年 | 10月1日  | Venue101 EXTRA                                                                                           | NHK総合                   | Liella!                                              | 歌唱曲：WE WILL!!                                                                     |
| 2022年 | 10月2日  | オダイバ！！超次元音楽祭 〜有観客ライブ復活SP〜                                                          | フジテレビ                | Liella!                                              | 歌唱曲：WE WILL!!                                                                     |
| 2022年 | 10月8日  | Venue101 EXTRA                                                                                           | NHK総合                   | Liella!                                              | MC企画パフォーマンスにダンスで参加                                                    |
| 2022年 | 11月5日  | 芸能人が本気で考えた!ドッキリGP                                                                          | フジテレビ                | Liyuu、岬なこ、青山なぎさ、大熊和奏、絵森 彩         | ターゲット：青山 仕掛け人：ほかの4人                                                  |
| 2022年 | 11月6日  | 歌のシン・トップテン                                                                                     | 日本テレビ                | 岬なこ、ペイトン尚未、青山なぎさ、鈴原希実、薮島朱音 | 歌唱曲：雪にかいたLOVE LETTER （OA：菊池桃子）                                        |
| 2022年 | 11月12日 | SONGS OF TOKYO FESTIVAL 2022                                                                             | NHKワールドJAPAN          | Liella!                                              | 歌唱曲：WE WILL!!                                                                     |
| 2022年 | 11月25日 | バズリズム02                                                                                             | 日本テレビ                | Liella!                                              | 歌唱曲：WE WILL!!                                                                     |
| 2022年 | 12月11日 | FNS歌謡祭直前SP                                                                                          | フジテレビ                | Liella!                                              | コメント出演                                                                          |
| 2022年 | 12月13日 | めざましテレビ                                                                                           | フジテレビ                | Liella!                                              | 「めざましじゃんけん」コーナー出演                                                    |
| 2022年 | 12月14日 | 2022 FNS歌謡祭 第2夜                                                                                     | フジテレビ                | Liella!                                              | 歌唱曲：ビタミンSUMMER！                                                              |
| 2022年 | 12月31日 | CDTV ライブ！ライブ！年越しスペシャル ！2022→2023                                                        | TBS                       | Liella!                                              | 歌唱曲：Chance Day, Chance Way!                                                       |
| 2023年 | 1月2日   | SONGS OF TOKYO FESTIVAL 2022                                                                             | NHK総合                   | Liella!                                              | 歌唱曲：WE WILL!!                                                                     |
| 2023年 | 1月29日  | プレミアの巣窟                                                                                           | フジテレビ                | Liella!                                              | コメント出演                                                                          |
| 2023年 | 2月5日   | プレミアの巣窟                                                                                           | フジテレビ                | Liella!                                              | コメント出演                                                                          |
| 2023年 | 2月10日  | めざましテレビ                                                                                           | フジテレビ                | Liella!                                              | 「めざましじゃんけん」コーナー出演                                                    |
| 2023年 | 4月2日   | オダイバ!!超次元音楽祭 -ヨコハマからハッピーバレンタインフェス2023-                                      | フジテレビ                | Liella!                                              |                                                                                       |
| 2023年 | 4月22日  | Venue101                                                                                                 | NHK総合                   | Liella!                                              | 生放送 歌唱曲：Second Sparkle                                                         |
| 2023年 | 9月23日  | ミュージックフェア                                                                                       | フジテレビ                | Liella!                                              | 歌唱曲：Jump Into the New World                                                       |
| 2023年 | 10月6日  | アニゲー☆イレブン!                                                                                       | BS11                      | Liella!                                              | 「アニゲーリコメンド！」コーナー出演                                                  |
| 2023年 | 12月13日 | 2023 FNS歌謡祭 第2夜                                                                                     | フジテレビ                | Liella!                                              | 歌唱曲：シェキラ☆☆☆                                                                   |
| 2024年 | 1月17日  | 週刊ナイナイミュージック                                                                                 | フジテレビ                | Liella!                                              | 歌唱曲：シェキラ☆☆☆ 3月20日の放送で、本放送時ではカットされた結那のダジャレ部分を放送 |
| 2024年 | 12月11日 | 週刊ナイナイミュージックプレゼンツ FNS後夜祭                                                             | フジテレビ                | Liella!                                              | 歌唱曲：Let's be ONE                                                                  |
| 2024年 | 12月21日 | 沼にハマってきいてみた                                                                                   | NHK Eテレ                 | Liella!                                              | 歌唱曲：Let's be ONE                                                                  |
| 2025年 | 3月10日  | DayDay.                                                                                                  | 日本テレビ                | Liella!                                              | 「DottiDotti」コーナー出演                                                            |

#### 地上波ラジオ番組
| 放送年 | 放送日      | タイトル                                                           | 放送局        | 出演者                               | 備考                                           |
| ------ | ----------- | ------------------------------------------------------------------ | ------------- | ------------------------------------ | ---------------------------------------------- |
| 2021年 | 3月26日     | ラブライブ!シリーズのオールナイトニッポンGOLD                      | ニッポン放送  | 伊達さゆり、岬 なこ                  |                                                |
| 2021年 | 4月2日      | Anison-R 〜マンガ・アニメ研究部〜                                  | FM NORTH WAVE | Liella!                              | コメント出演                                   |
| 2021年 | 4月6日      | あにぺろ                                                           | FM FUKUOKA    | Liella!                              | コメント出演                                   |
| 2021年 | 4月7日      | Dig link〜ディグリンク〜                                           | AIR-G'        | Liella!                              | コメント出演                                   |
| 2021年 | 4月8日      | アニチュン                                                         | CROSS FM      | Liella!                              | コメント出演                                   |
| 2021年 | 4月9日      | あにめdawn!!!!!                                                    | FMとやま      | Liella!                              | コメント出演                                   |
| 2021年 | 4月24日     | サブカルキングダム                                                 | ZIP-FM        | Liella!                              | コメント出演                                   |
| 2021年 | 4月30日     | ラブライブ!シリーズのオールナイトニッポンGOLD                      | ニッポン放送  | ペイトン尚未、青山なぎさ             |                                                |
| 2021年 | 5月28日     | ラブライブ!シリーズのオールナイトニッポンGOLD                      | ニッポン放送  | 伊達さゆり、Liyuu                    |                                                |
| 2021年 | （6月25日） | ラブライブ!シリーズのオールナイトニッポンGOLD                      | ニッポン放送  | 岬 なこ、青山なぎさ（予定）          | 岬のコロナ感染に伴い出演中止                   |
| 2021年 | 7月11日     | あにげっちゅ                                                       | NHKラジオ第一 | 伊達さゆり                           |                                                |
| 2021年 | 7月24日     | A&G TRIBAL RADIO エジソン                                          | 文化放送      | 伊達さゆり、青山なぎさ               |                                                |
| 2021年 | 7月30日     | ラブライブ!シリーズのオールナイトニッポンGOLD                      | ニッポン放送  | 伊達さゆり、ペイトン尚未             |                                                |
| 2021年 | 7月31日     | ロンドンブーツ1号2号 田村淳のNewsCLUB                              | 文化放送      | 伊達さゆり、Liyuu                    |                                                |
| 2021年 | 8月27日     | ラブライブ!シリーズのオールナイトニッポンGOLD                      | ニッポン放送  | Liyuu、岬 なこ                       |                                                |
| 2021年 | 9月4日      | Lantis EXPO                                                        | TOKYO FM      | 伊達さゆり、Liyuu、岬 なこ           |                                                |
| 2021年 | 9月11日     | Lantis EXPO                                                        | TOKYO FM      | 伊達さゆり、Liyuu、岬 なこ           |                                                |
| 2021年 | 9月18日     | A&Gメディアステーション こむちゃっとカウントダウン                 | 文化放送      | 伊達さゆり、岬 なこ                  |                                                |
| 2021年 | 9月18日     | Lantis EXPO                                                        | TOKYO FM      | 伊達さゆり、ペイトン尚未、青山なぎさ |                                                |
| 2021年 | 9月24日     | ラブライブ!シリーズのオールナイトニッポンGOLD                      | ニッポン放送  | 伊達さゆり、青山なぎさ               |                                                |
| 2021年 | 9月25日     | Lantis EXPO                                                        | TOKYO FM      | 伊達さゆり、ペイトン尚未、青山なぎさ |                                                |
| 2021年 | 10月14日    | ミュージックライン                                                 | NHK-FM        | 伊達さゆり、ペイトン尚未、青山なぎさ |                                                |
| 2021年 | 10月15日    | ラブライブ!シリーズのオールナイトニッポンGOLD                      | ニッポン放送  | ペイトン尚未、岬 なこ                |                                                |
| 2021年 | 10月17日    | あにげっちゅ                                                       | NHKラジオ第一 | 伊達さゆり、Liyuu、岬 なこ           |                                                |
| 2021年 | 10月31日    | あにげっちゅ                                                       | NHKラジオ第一 | ペイトン尚未、青山なぎさ             | コメントで伊達さゆり、Liyuu、岬なこの3人も参加 |
| 2021年 | 11月26日    | ラブライブ!シリーズのオールナイトニッポンGOLD                      | ニッポン放送  | 岬 なこ、青山なぎさ                  |                                                |
| 2021年 | 12月29日    | ラブライブ!シリーズのオールナイトニッポンGOLD                      | ニッポン放送  | 伊達さゆり、Liyuu                    |                                                |
| 2022年 | 1月21日     | ラブライブ!シリーズのオールナイトニッポンGOLD                      | ニッポン放送  | Liyuu、ペイトン尚未                  |                                                |
| 2022年 | 2月18日     | ラブライブ!シリーズのオールナイトニッポンGOLD                      | ニッポン放送  | 伊達さゆり、青山なぎさ               |                                                |
| 2022年 | 2月25日     | 沈黙の金曜日                                                       | FM FUJI       | 青山なぎさ                           | リモート生出演                                 |
| 2022年 | 3月3日      | 坂本美雨のDear Friends                                             | TOKYO FM      | 岬 なこ、青山なぎさ                  |                                                |
| 2022年 | 3月11日     | ミュージックライン                                                 | NHK-FM        | 伊達さゆり、Liyuu、岬 なこ           |                                                |
| 2022年 | 3月17日     | キラスタ                                                           | FM NACK5      | 岬 なこ                              |                                                |
| 2022年 | 3月19日     | JA全農 COUNTDOWN JAPAN                                             | TOKYO FM      | ペイトン尚未、岬 なこ                |                                                |
| 2022年 | 3月25日     | ラブライブ!シリーズのオールナイトニッポンGOLD                      | ニッポン放送  | 岬 なこ、青山なぎさ                  | 生放送                                         |
| 2022年 | 4月15日     | ラブライブ!シリーズのオールナイトニッポンGOLD                      | ニッポン放送  | ペイトン尚未、岬 なこ                |                                                |
| 2022年 | 5月4日      | 今日は一日“ラブライブ！”三昧3                                      | NHK-FM        | Liella!                              | 生放送、MCを務めた                             |
| 2022年 | 5月27日     | ラブライブ!シリーズのオールナイトニッポンGOLD                      | ニッポン放送  | 伊達さゆり、Liyuu                    |                                                |
| 2022年 | 6月24日     | ラブライブ!シリーズのオールナイトニッポンGOLD                      | ニッポン放送  | 伊達さゆり、ペイトン尚未             |                                                |
| 2022年 | 7月12日     | 山崎怜奈の誰かに話したかったこと。                                 | TOKYO FM      | 岬 なこ、青山なぎさ                  | 生放送                                         |
| 2022年 | 7月22日     | ラブライブ!シリーズのオールナイトニッポンGOLD                      | ニッポン放送  | 青山なぎさ、鈴原希実                 |                                                |
| 2022年 | 8月5日      | FRIDAY GOES ON! 〜あっ、それいただきっ!〜                          | JFN           | 岬 なこ、鈴原希実                    |                                                |
| 2022年 | 8月18日     | ミュージックライン                                                 | NHK-FM        | 薮島朱音、大熊和奏                   |                                                |
| 2022年 | 8月19日     | 沈黙の金曜日                                                       | FM FUJI       | Liyuu                                | リモート生出演                                 |
| 2022年 | 8月23日     | アニメ・ステラー                                                   | NHKラジオ第一 | 伊達さゆり、絵森 彩                  | 生放送                                         |
| 2022年 | 8月26日     | ラブライブ!シリーズのオールナイトニッポンGOLD                      | ニッポン放送  | 岬 なこ、絵森 彩                     |                                                |
| 2022年 | 8月29日     | SCHOOL OF LOCK!                                                    | TOKYO FM      | 岬 なこ、大熊和奏                    | 生放送                                         |
| 2022年 | 9月3日      | A&G TRIBAL RADIO エジソン                                          | 文化放送      | 青山なぎさ、薮島朱音                 | 生放送                                         |
| 2022年 | 9月30日     | ラブライブ!シリーズのオールナイトニッポンGOLD                      | ニッポン放送  | ペイトン尚未、薮島朱音               |                                                |
| 2022年 | 10月15日    | 村上佳菜子のブラス・ミュージック                                   | FM AICHI      | 鈴原希実、大熊和奏                   |                                                |
| 2022年 | 10月22日    | 村上佳菜子のブラス・ミュージック                                   | FM AICHI      | 鈴原希実、大熊和奏                   |                                                |
| 2022年 | 10月28日    | ラブライブ!シリーズのオールナイトニッポンGOLD                      | ニッポン放送  | Liyuu、大熊和奏                      | 生放送                                         |
| 2022年 | 11月25日    | ラブライブ!シリーズのオールナイトニッポンGOLD                      | ニッポン放送  | 伊達さゆり、鈴原希実                 |                                                |
| 2022年 | 12月30日    | ラブライブ!シリーズのオールナイトニッポンGOLD                      | ニッポン放送  | 青山なぎさ、薮島朱音                 |                                                |
| 2023年 | 1月27日     | ラブライブ!シリーズのオールナイトニッポンGOLD                      | ニッポン放送  | 岬 なこ、絵森 彩                     |                                                |
| 2023年 | 2月24日     | ラブライブ!シリーズのオールナイトニッポンGOLD                      | ニッポン放送  | ペイトン尚未、大熊和奏               |                                                |
| 2023年 | 3月23日     | キラスタ                                                           | FM NACK5      | Liyuu、大熊和奏                      | 生放送                                         |
| 2023年 | 3月24日     | ラブライブ!シリーズのオールナイトニッポンGOLD                      | ニッポン放送  | Liyuu、鈴原希実                      |                                                |
| 2023年 | 3月25日     | JA全農COUNTDOWN JAPAN                                              | TOKYO FM      | 岬 なこ、青山なぎさ                  | 生放送                                         |
| 2023年 | 3月25日     | A&G TRIBAL RADIO エジソン                                          | 文化放送      | 岬 なこ、絵森 彩                     | 生放送                                         |
| 2023年 | 3月30日     | GIRLS♥GIRLS♥GIRLS =FULL BOOST Juice =Juice 井上玲音のMusic Letters | FMFUJI        | ペイトン尚未、絵森 彩                | 生放送                                         |
| 2023年 | 4月4日      | ミュージックライン                                                 | NHK-FM        | 青山なぎさ、鈴原希実、絵森 彩        |                                                |
| 2023年 | 4月28日     | ラブライブ!シリーズのオールナイトニッポンGOLD                      | ニッポン放送  | 大熊和奏                             | 生放送                                         |
| 2023年 | 5月8日      | おしえてメディアミックス！                                         | ニッポン放送  | Liyuu                                |                                                |
| 2023年 | 5月15日     | おしえてメディアミックス！                                         | ニッポン放送  | Liyuu                                |                                                |
| 2023年 | 5月26日     | ラブライブ!シリーズのオールナイトニッポンGOLD                      | ニッポン放送  | 大熊和奏（コメント出演）             | 生放送                                         |

#### インターネットテレビ
| 放送年 | 配信日  | タイトル                                                                   | 出演者                 | 備考                                               |
| ------ | ------- | -------------------------------------------------------------------------- | ---------------------- | -------------------------------------------------- |
| 2021年 | 8月7日  | 徳井青空のアニメハックTV                                                   | 伊達さゆり、岬 なこ    | 第5回をYouTubeのアニメハック公式チャンネルにて配信 |
| 2023年 | 1月18日 | Lantis Presents 樋口楓のひみつのお家                                       | ペイトン尚未、鈴原希実 | 第4回を樋口楓 YouTube Channelにて配信              |
| 2023年 | 2月3日  | 【Jリーグコラボ記念】国立競技場 スタジアムツアー                           | 伊達さゆり、絵森 彩    | YouTubeのラブライブ!シリーズ公式チャンネルにて配信 |
| 2023年 | 2月17日 | 【スクフェス2】キャスト3人で会議してみた【逢田梨香子・相良茉優・鈴原希実】 | 鈴原希実               | YouTubeのラブライブ!シリーズ公式チャンネルにて配信 |

#### インターネットラジオ
| 放送年 | 配信日  | タイトル | 出演者                               | 備考                                                |
| ------ | ------- | --- | ------------------------------------ | --------------------------------------------------- |
| 2021年 | 4月9日  | 『超！A&G+ × ABEMAアニメ Special Radio Program』〜『ラブライブ！スーパースター!!』Liella!「始まりは君の空」リリース記念スペシャル〜 前編 | 伊達さゆり、Liyuu、岬 なこ           | 『超！A&G+』と『ABEMA RADIO』にて配信               |
| 2021年 | 4月16日 | 『超！A&G+ × ABEMAアニメ Special Radio Program』〜『ラブライブ！スーパースター!!』Liella!「始まりは君の空」リリース記念スペシャル〜 後編 | 伊達さゆり、ペイトン尚未、青山なぎさ | 『超！A&G+』と『ABEMA RADIO』にて配信               |
| 2021年 | 9月23日 | 鷲崎健のヨルナイト×ヨルナイト | 伊達さゆり、青山なぎさ               | 文化放送 インターネットラジオ『超！A&G+』にて生配信 |
| 2022年 | 3月3日  | 鷲崎健のヨルナイト×ヨルナイト | Liyuu、岬 なこ                       | 文化放送 インターネットラジオ『超！A&G+』にて生配信 |
| 2022年 | 7月6日  | Wednesday Special Box 〜Music & Talkx〜                                                                                                  | 伊達さゆり、鈴原希実                 | 『MixBox』にて配信                                  |
| 2022年 | 7月13日 | Wednesday Special Box 〜Music & Talkx〜                                                                                                  | 伊達さゆり、鈴原希実                 | 『MixBox』にて配信                                  |
| 2022年 | 8月3日  | Wednesday Special Box 〜Music & Talkx〜                                                                                                  | 岬 なこ、薮島朱音                    | 『MixBox』にて配信                                  |
| 2022年 | 8月10日 | Wednesday Special Box 〜Music & Talkx〜                                                                                                  | 岬 なこ、薮島朱音                    | 『MixBox』にて配信                                  |
| 2022年 | 8月17日 | Wednesday Special Box 〜Music & Talkx〜                                                                                                  | ペイトン尚未、絵森 彩                | 『MixBox』にて配信                                  |
| 2022年 | 8月24日 | Wednesday Special Box 〜Music & Talkx〜                                                                                                  | ペイトン尚未、絵森 彩                | 『MixBox』にて配信                                  |
| 2022年 | 8月31日 | Wednesday Special Box 〜Music & Talkx〜                                                                                                  | Liyuu、青山なぎさ、大熊和奏          | 『MixBox』にて配信                                  |
| 2022年 | 9月7日  | Wednesday Special Box 〜Music & Talkx〜                                                                                                  | Liyuu、青山なぎさ、大熊和奏          | 『MixBox』にて配信                                  |
| 2022年 | 9月14日 | Wednesday Special Box 〜Music & Talkx〜                                                                                                  | Liyuu、青山なぎさ、大熊和奏          | 『MixBox』にて配信                                  |
| 2023年 | 3月23日 | 鷲崎健のヨルナイト×ヨルナイト | ペイトン尚未、鈴原希実               | 文化放送 インターネットラジオ『超！A&G+』にて生配信 |
| 2023年 | 3月24日 | 学園祭学園 青木佑磨のザ・ゴールデン・ゴールド・ゴー・ゴー                                                                                | 伊達さゆり、薮島朱音                 | 文化放送 インターネットラジオ『超！A&G+』にて生配信 |

## ライブ・イベント

### その他のソロイベント
| 公演年 | タイトル | 出演者                                              | 公演日・会場 | 備考 |
| ------ | --- | --------------------------------------------------- | --- | --- |
| 2021年 | Liella! デビューシングルリリースイベント「始まりはみんなの空」                                               | Liella!                                             | 全1公演：5月6日 LINE CUBE SHIBUYAで無観客生配信（MixBox） | デビューシングル「始まりは君の空」の発売記念イベント。                                                                             |
| 2021年 | ラブライブ！スーパースター!! 結ヶ丘のみんなで振り返り上映会☆                                                 | Liella!                                             | 8月13日 新宿ピカデリー | TVアニメ第1話〜3話までの振り返り上映会+キャストトーク 全国48カ所の劇場にてライブビューイングと有料生配信も実施                     |
| 2021年 | OP主題歌&ED主題歌連動オンラインリリースイベント                                                              | Liella!                                             | 8月28日 生配信ミニライブ | 配信プラットフォーム：MixBox |
| 2021年 | ラブライブ！スーパースター!! 結ヶ丘のみんなで振り返り上映会☆②                                                | Liella!                                             | 9月24日 新宿ピカデリー | TVアニメ第4話〜8話までの振り返り上映会+キャストトーク 全国42カ所の劇場にてライブビューイングと有料生配信も実施                     |
| 2021年 | ラブライブ！スーパースター!! 結ヶ丘のみんなで振り返り上映会☆③                                                | Liella!                                             | 10月24日 新宿ピカデリー | TVアニメ第9話〜12話までの振り返り上映会+キャストトーク 全国39カ所の劇場にてライブビューイングと有料生配信も実施                    |
| 2022年 | ラブライブ！スーパースター!! Liella! リエラジ！公開録音＆公開生放送                                          | 岬なこを除く1期メンバー4人                          | 1月29日 サンリオピューロランド エンターテイメントホール | リエラジ公開録音1回目（2月15日配信分） リエラジ公開録音2回目（2月22日配信分）                                                      |
| 2022年 | MTV Unplugged Presents: LoveLive! Superstar!! Liella!                                                        | Liella!                                             | 5月27日・28日 ぴあアリーナMM（神奈川県） | ライブビューイングおよび有料生配信は実施せず 5月28日公演（アンコール前まで）は7月9日から7月18日までABEMAにてペイパービュー有料配信 |
| 2022年 | ラブライブ！スーパースター!! Liella! ライブ＆ファンミーティングツアー ～Welcome to Yuigaoka!!～              | Liella!                                             | 大阪公演 6月11日・12日 各2公演 オリックス劇場 東京公演 6月18日・19日 各2公演 東京ガーデンシアター 名古屋公演 6月25日 1公演・26日 2公演 日本特殊陶業市民会館フォレストホール       | 各公演日、1公演の有料生配信を実施 2期生はトークパートと最終曲に参加                                                                |
| 2022年 | TVアニメ「ラブライブ！スーパースター‼」2期 結ヶ丘のみんなで振り返り上映会☆☆【第1回】                         | 伊達さゆり、2期メンバー4人                          | 8月12日 新宿ピカデリー | TVアニメ2期第1話～第4話までの振り返り上映会+キャストトーク 全国16カ所の劇場にてライブビューイングと有料生配信も実施                |
| 2022年 | TVアニメ「ラブライブ！スーパースター‼」2期 結ヶ丘のみんなで振り返り上映会☆☆【第2回】                         | 岬なこ、ペイトン尚未、青山なぎさ、鈴原希実、絵森彩  | 9月9日 新宿ピカデリー | TVアニメ2期第5話～第7話までの振り返り上映会+キャストトーク 全国16カ所の劇場にてライブビューイングと有料生配信も実施                |
| 2022年 | TVアニメ『ラブライブ！スーパースター!!』2期OP＆ED主題歌連動リリースイベント                                  | Liella!                                             | 全2公演：9月21日 LINE CUBE SHIBUYA | TVアニメ2期主題歌「WE WILL!!」「追いかける夢の先で」の発売記念イベント。                                                           |
| 2022年 | TVアニメ「ラブライブ！スーパースター‼」2期 結ヶ丘のみんなで振り返り上映会☆☆【第3回】                         | 伊達さゆり、Liyuu、ペイトン尚未、薮島朱音、大熊和奏 | 10月8日 新宿ピカデリー | TVアニメ2期第8話～第11話までの振り返り上映会+キャストトーク 全国16カ所の劇場にてライブビューイングと有料生配信も実施               |
| 2023年 | ラブライブ！スーパースター!! Liella! リエラジ！公開録音＆公開生放送2023                                      | 2期メンバー4人                                      | 4月9日 サンリオピューロランド エンターテイメントホール | リエラジ公開録音1回目（4月18日配信分） リエラジ公開録音2回目（4月25日配信分）                                                      |
| 2024年 | ラブライブ！スーパースター!!Liella! ユニットライブ＆ファンミーティングツアー 心・技・体！極上大冒険!! 第1章  | CatChu! KALEIDOSCORE 5yncri5e!                      | 愛知公演 5月3日・4日 名古屋国際会議場センチュリーホール（CatChu!） 新潟公演 6月8日・9日 新潟県民会館・大ホール（KALEIDOSCORE） 大阪公演 6月15日・16日 オリックス劇場（5yncri5e!） | 有料生配信を実施 |
| 2024年 | ラブライブ！スーパースター!! Liella! リエラジ！公開録音＆公開生放送2024                                      | 岬 なこ、薮島朱音、結那、坂倉 花                    | 5月11日 サンリオピューロランド エンターテイメントホール | リエラジ公開録音1回目（5月25日配信分） リエラジ公開録音2回目（6月1日配信分）                                                       |
| 2024年 | ラブライブ！スーパースター!!Liella! ユニットライブ＆ファンミーティングツアー 心・技・体！極上大冒険!! 第2章  | CatChu! KALEIDOSCORE 5yncri5e!                      | 宮城公演 6月20日・21日 仙台サンプラザホール（CatChu!） 福岡公演 7月6日・7日 北九州ソレイユホール（5yncri5e!） 埼玉公演 7月12日・13日 ウェスタ川越・大ホール（KALEIDOSCORE）       | 有料生配信を実施 |
| 2024年 | ラブライブ！スーパースター!!Liella! ユニットライブ＆ファンミーティングツアー 心・技・体！極上大冒険!! 最終章 | CatChu! KALEIDOSCORE 5yncri5e!                      | 神奈川公演 8月3日・4日 Kアリーナ横浜 | 有料生配信を実施 |
| 2024年 | TVアニメ『ラブライブ！スーパースター!!』3期OP＆ED主題歌リリースイベント                                      | Liella!                                             | 10月28日 ソニックシティ 大ホール | 有料生配信を実施 |
| 2025年 | Liella!のちゅーとりえらいぶ!!                                                                                | Liella!                                             | 7月5日・6日 LaLa arena TOKYO-BAY | 有料生配信を実施 |
| 2025年 | ラブライブ！スーパースター!! Liella! First Generation LoveLive! ～Wonderful Starlines～                      | Liella!                                             | 大阪公演 7月26日・27日 大阪城ホール 東京公演 8月9日・10日 有明アリーナ | 有料生配信を実施 |
| 2025年 | ラブライブ！スーパースター!! Liella! Special LoveLive! ～Connect the Stars～                                 | Liella! Sunny Passion                               | 8月11日 有明アリーナ | 有料生配信を実施 |

### ゲスト出演ライブ・イベント
| 公演年 | タイトル | 出演者                                   | 公演日・会場                                                                  | 出典   |
| ------ | --- | ---------------------------------------- | ----------------------------------------------------------------------------- | ------ |
| 2021年 | ANIME EXPO LITE 2021 × LisAni！LIVE L.A.                                                                                     | Liella!                                  | 7月4日 オンライン配信イベント“Anime Expo Lite 2021”にて配信                   | [ 42 ] |
| 2021年 | 次は9周年！スクフェス特別ステージ✨スクフェスはまだまだ進化中💕みんなで一緒にリズミック☆カーニバルもしよ🎵スペシャル         | 伊達さゆり、岬なこ                       | 9月25日 サイエンスホール（東京都）                                            |        |
| 2022年 | オダイバ‼超次元音楽祭 -ヨコハマからハッピーバレンタインフェス2022-                                                           | Liella!                                  | 2月13日 ぴあアリーナMM（神奈川県）・同日有料生配信も実施                      |        |
| 2022年 | ラブライブ！シリーズ×パ・リーグ6球団 コラボ試合 北海道日本ハムファイターズ VS オリックス・バファローズ                       | ペイトン尚未、青山なぎさ                 | 5月11日 札幌ドーム（北海道）                                                  | [ 43 ] |
| 2022年 | バンダイナムコエンターテインメントフェスティバル 2nd                                                                         | Liella!                                  | 5月14日 ZOZOマリンスタジアム（千葉県）                                        |        |
| 2022年 | ラブライブ！シリーズ×パ・リーグ6球団 コラボ試合 東北楽天ゴールデンイーグルス vs オリックス・バファローズ                     | 伊達さゆり、Liyuu、岬なこ                | 5月22日 楽天生命パーク宮城（宮城県）                                          | [ 43 ] |
| 2022年 | xR ARTISTS SUPER FES 2022 | Liella!                                  | 7月2日、3日                                                                   |        |
| 2022年 | BILIBILI MACRO LINK - STAR PHASE 2022（出演辞退）                                                                            | Liella!                                  | 7月17日 幕張メッセ・イベントホール（千葉県）                                  |        |
| 2022年 | SUMMER SONIC 2022 | Liella!                                  | 8月21日 幕張メッセ（千葉県）                                                  |        |
| 2022年 | CDTVライブ!ライブ!フェスティバル!2022                                                                                        | Liella!                                  | 9月17日 東京ガーデンシアター（東京都）・同日有料生配信も実施                  |        |
| 2022年 | Venue101 EXTRA | Liella!                                  | 9月24日 NHKホール（東京都）での公開収録                                       |        |
| 2022年 | スクフェスシリーズ感謝祭2022 みんなで結ぼう！Liella!スペシャルステージ                                                       | 伊達さゆり、薮島朱音、絵森彩             | 9月25日 ベルサール秋葉原（東京都）                                            |        |
| 2022年 | スクフェスシリーズ感謝祭2022 「9周年の、その先へ ―」閉会式＆新情報発表会                                                     | 伊達さゆり、絵森彩                       | 9月25日 ベルサール秋葉原（東京都）                                            |        |
| 2022年 | 日中国交回復50周年記念『ASIA EMOTIONAL MUSIC FES 2022』                                                                      | Liella!                                  | 12月21日 有明アリーナ（東京都）                                               | [ 44 ] |
| 2023年 | ラブライブ！シリーズのオールナイトニッポンGOLD 新春ありがとう文化祭                                                          | 岬なこ、絵森彩                           | 1月9日 パシフィコ横浜 国立大ホール（神奈川県）                                |        |
| 2023年 | オダイバ!!超次元音楽祭 -ヨコハマからハッピーバレンタインフェス2023-                                                          | Liella!                                  | 2月12日 ぴあアリーナMM（神奈川県）・同日有料生配信も実施                      |        |
| 2023年 | MEGA VEGAS 2023 | Liella!                                  | 3月11日 神戸ワールド記念ホール（兵庫県）                                      |        |
| 2023年 | 超体験 NHK フェス 「ラブライブ！スーパースター!!」Liella! トークショー                                                       | Liyuu、ペイトン尚未、鈴原希実、薮島朱音  | 3月18日 新宿住友ビル 新宿住友ホール（東京都）                                 |        |
| 2023年 | ヴァイスシュヴァルツ15周年記念発表会／ブシロードTCG戦略発表会2023 永遠のマイターン DAY1                                      | 伊達さゆり                               | 3月21日 飛行船シアター（東京都）                                              |        |
| 2023年 | Smile＆Green やっと会えたね ニッポン放送 ラジオパーク in 日比谷 2023 ラブライブ！シリーズのオールナイトニッポンGOLD 公開収録 | 伊達さゆり、絵森彩                       | 4月23日 日比谷公園（東京都）                                                  |        |
| 2023年 | 嵐千砂都役 岬なこさん 一日店長イベント                                                                                       | 岬なこ                                   | 5月21日 THEキャラCAFÉ STAND（東京都）                                         |        |
| 2023年 | BUSHIROAD ROCK FESTIVAL 2023                                                                                                 | Liyuuを除く1期メンバー4人+2期メンバー4人 | 5月27日 富士急ハイランド コニファーフォレスト（山梨県）                       |        |
| 2023年 | BiliBili World 2023 | Liella!                                  | 7月22日・23日 メルセデス・ベンツアリーナ（ 中国・上海）                       |        |
| 2023年 | 看板娘：唐可可役 Liyuu 一日店長お渡し会                                                                                      | Liyuu                                    | 7月30日 原宿ゲーマーズ（東京都）                                              |        |
| 2023年 | Animelo Summer Live 2023 -AXEL-                                                                                              | Liella!                                  | 8月25日 さいたまスーパーアリーナ （埼玉県）                                   |        |
| 2023年 | イナズマロック フェス 2023                                                                                                   | Liella!                                  | 10月8日 烏丸半島芝生広場 （滋賀県）                                           |        |
| 2023年 | めざましテレビ30周年フェスin広島                                                                                             | Liella!                                  | 10月29日 広島文化学園HBGホール （広島県）・同日有料生配信も実施               | [ 45 ] |
| 2023年 | ヴァイスシュヴァルツ15周年記念ライブ                                                                                         | Liella!                                  | 11月2日 東京ガーデンシアター （東京都）                                       | [ 46 ] |
| 2023年 | 異次元フェス アイドルマスター★♥ラブライブ!歌合戦                                                                             | Liella!                                  | 12月9日・10日 東京ドーム（東京都）・同日ABEMAでの有料生配信も実施             | [ 47 ] |
| 2024年 | リスアニ！LIVE 2024 | Liella!                                  | 1月28日 日本武道館（東京都）                                                  |        |
| 2024年 | オダイバ!!超次元音楽祭 フユフェス2024                                                                                        | Liella!                                  | 2月25日 ぴあアリーナMM（神奈川県）・同日有料生配信も実施                      |        |
| 2024年 | 超体験NHKフェス2024 in SHIBUYA アニメ「ラブライブ！スーパースター!!」Liella! みんな、あつまれーー！ファンミーティング！      | Liella!                                  | 3月17日 NHKホール（東京都）                                                   |        |
| 2024年 | TOKYO IDOL FESTIVAL 2024 | Liella!                                  | 8月2日 お台場・青海周辺エリア（東京都）                                       | [ 48 ] |
| 2024年 | オダイバ!!超次元音楽祭〜真夏の冒険王LIVE2024〜                                                                               | KALEIDOSCORE                             | 8月21日 お台場冒険王 冒険ランド内「ISLAND♥STADIUM」（東京都）                 |        |
| 2024年 | Anime NYC 2024 | 伊達さゆり、ペイトン尚未、薮島朱音       | 8月23日 - 25日 ジェイコブ・ジャヴィッツ・コンベンション・センター（アメリカ） |        |
| 2024年 | Lemino presents ANIMAX MUSIX 2024 FALL                                                                                       | Liella!                                  | 11月23日 横浜アリーナ（神奈川県）・同日有料生配信も実施                       |        |
| 2025年 | リスアニ！LIVE 2025 | Liella!                                  | 1月24日 日本武道館（東京都）                                                  |        |
| 2025年 | オダイバ!!超次元音楽祭 フユフェス2025                                                                                        | 青山、絵森を除く9名                      | 2月23日 ぴあアリーナMM（神奈川県）・同日有料生配信も実施                      |        |
| 2025年 | DayDay. SUPER LIVE 2025 | Liella!                                  | 4月12日 ぴあアリーナMM（神奈川県）                                            |        |
| 2025年 | U-NEXT MUSIC FES LoveLive! Series EXPO 2025 STAGE ～Right now!～                                                             | 伊達さゆり、ペイトン尚未、薮島朱音       | 8月14日 EXPO 2025 大阪・関西万博内のEXPO アリーナ「Matsuri」（大阪府）        |        |

## 受賞歴
- WEIBO Account Festival 2022　優秀IPアイドル賞[49]